# Перелік атак БпЛА Shahed 136 у 2024 році
У цьому переліку наведені усі задокументовані атаки ударними БпЛА типу Shahed, протягом 2024 року. 
| не зафіксовано руйнувань   |
| руйнування без жертв       |
| руйнування з жертвами      |
| влучання за межами України |

## Перелік

### Січень
У січні 2024 було зафіксовано щонайменше 334 БпЛА та 90 влучань (27%), з яких 26 влучань відбулися в атаці по прифронтових регіонах.
8 січня вперше було збито БпЛА Shahed-238. 10 січня було опубліковано інформацію про те як власники ренійських компаній обʼєдналися для посилення протиповітряної оборони портів Дунаю.
| дата | регіон                         | місце                          | всього | влучань | влучання                                                                                       | жертви               |
| --- | ------------------------------ | ------------------------------ | ------ | ------- | ---------------------------------------------------------------------------------------------- | -------------------- |
| 01.01.24 | Львівська обл.                 | Білогорща                      | —      | —       | ураження уламками музею та навчального закладу на Львівщині                                    | —                    |
| 01.01.24 | Львівська обл.                 | Дубляни                        | —      | —       | ураження уламками музею та навчального закладу на Львівщині                                    | —                    |
| 01.01.24 | Україна                        | Україна                        | 90     | 3       | 87 збиті ППО                                                                                   | —                    |
| 01.01.24 | Сумська обл.                   | Есмань                         | 90     | 3       | влучання БпЛА у житловий будинок                                                               | 2 загиблих, поранені |
| 01.01.24 | Одеська обл.                   | Одеса                          | 90     | 3       | влучання БпЛА у багатоквартирний житловий будинок                                              | 2 загиблих           |
| 01.01.24 | Україна                        | Україна                        | 10     | 1       | 9 збиті ППО                                                                                    | —                    |
| 02.01.24 | Україна                        | Україна                        | 35     | —       | 35 збиті ППО                                                                                   | —                    |
| Мобільні вогневі групи протиповітряної оборони за 2 січня знищили 47% безпілотників та 19% крилатих ракет у Північній операційній зоні |                                |                                |        |         |                                                                                                |                      |
| 05.01.24 | центр та південь України       | центр та південь України       | 29     | 8       | 21 збиті ППО                                                                                   | —                    |
| 05.01.24 | Миколаївська обл.              | Баштанський р-н                | 29     | 8       | влучання по складах агропідприємства, пошкодження житлової забудови                            | —                    |
| 05.01.24 | Херсонська обл.                | Високе                         | 29     | 8       | удар по адмінбудівлі та модульному містечку                                                    | 5 поранених          |
| 06.01.24 | центр та південь України       | центр та південь України       | 2      | —       | 2 збиті ППО                                                                                    | —                    |
| 07.01.24 | центр та південь України       | центр та південь України       | 28     | 7       | 21 збиті ППО                                                                                   | —                    |
| 08.01.24 | Україна                        | Україна                        | 8      | —       | 8 збиті ППО                                                                                    | —                    |
| 09.01.24 | Сумська обл.                   | Сумська обл.                   | 3      | 2       | 1 збитий ППО                                                                                   | —                    |
| 09.01.24 | Сумська обл.                   | Краснопілля                    | 3      | 2       | пошкоджено будинок культури, приватні будинки                                                  | —                    |
| 13.01.24 | північ України                 | північ України                 | 3      | 3       | зафіксовано 3 БпЛА, наслідки влучання невідомі                                                 | —                    |
| 17.01.24 | Одеська обл.                   | Одеса                          | 20     | 1       | 19 збиті ППО, ураження уламками та влучання у житлові будинки                                  | —                    |
| 18.01.24 | Сумська обл.                   | Сумська обл.                   | 33     | 11      | уламки БпЛА зруйнували покрівлю технічного приміщення та спричинили загоряння двох вантажівок  | —                    |
| 18.01.24 | Україна                        | Україна                        | 33     | 11      | 22 збиті ППО                                                                                   | —                    |
| 20.01.24 | Україна                        | Україна                        | 7      | 3       | 4 збиті ППО, 3 не досягли своїх цілей                                                          | —                    |
| 22.01.24 | південь та схід України        | південь та схід України        | 8      | —       | 8 збиті ППО                                                                                    | —                    |
| 24.01.24 | Україна                        | Україна                        | 6      | 5       | 1 збитий ППО, наслідки влучання інших 5 невідомі                                               | —                    |
| 25.01.24 | південь України                | південь України                | 14     | 3       | 11 збиті ППО                                                                                   | —                    |
| 25.01.24 | Одеська обл.                   | Одеса                          | 14     | 3       | зафіксовано приліт у промисловий об'єкт, пошкоджено житлові будинки та цивільну інфраструктуру | 2 поранено           |
| 27.01.24 | Кіровоградська обл.            | Кіровоградська обл.            | 4      | —       | 4 збиті ППО                                                                                    | —                    |
| 28.01.24 | південь та схід України        | південь та схід України        | 8      | 4       | 4 збиті ППО                                                                                    | —                    |
| 29.01.24 | Україна                        | Україна                        | 8      | —       | 8 збиті ППО                                                                                    | —                    |
| 30.01.24 | центр, південь та схід України | центр, південь та схід України | 29     | 20      | 15 збиті ППО, частину БпЛА було спрямовано біля лінії фронту та державного кордону з РФ        | —                    |
| 30.01.24 | Київська обл.                  | Київська обл.                  | 29     | 20      | пошкоджені адміністративна будівля та ангар, приватні авто                                     | —                    |
| 30.01.24 | Харківська обл.                | Зміїв                          | 6      | 20      | пошкоджено цивільне підприємство та приватні житлові будинки                                   | 2 поранено           |
| 31.01.24 | Харківська обл.                | Харків                         | 20     | 4       | влучання у житлову та іншу забудову, влучання відбулися під кінець доби 30 січня               | 4 поранено           |
| 31.01.24 | Україна                        | Україна                        | 20     | 2       | 14 збиті ППО протягом ночі 30/31 січня                                                         | —                    |
| 31.01.24 | Харківська обл.                | Харків                         | 4      | 2       | 2 збиті ППО, пошкодження цивільної інф-ри, атака відбулася протягом ночі 31 січня / 1 лютого   | —                    |

### Лютий
У лютому 2024 було зафіксовано щонайменше 356 БпЛА та 68 влучань (19%).
6 лютого група хакерів Prana Network зламала поштові сервери іранської компанії IRGC Sahara Thunder на яких знаходився масив данних про виробництво ударних безпілотників Shahed-136 для Росії. Загальна ціна контракту на виробництво, включаючи передачу технологій, обладнання, 6000 комплектів БпЛА, програмного забезпечення, складає 108,5 млрд рублів (1 млрд 750 млн доларів), термін виробництва — впродовж 2.5 років.
9 лютого було оприлюднено уламки БпЛА із серійним номером Ы1500.
- Атака дронів на Харків 9 лютого 2024

| дата     | регіон                         | місце                          | всього | влучань | влучання                                                                                             | жертви                  |
| -------- | ------------------------------ | ------------------------------ | ------ | ------- | --- | ----------------------- |
| 02.02.24 | Дніпропетровська обл.          | Криворізький р-н               | 24     | 6       | відомо що удар був спрямований по об’єктах критичної інфраструктури                                  | —                       |
| 02.02.24 | центр, південь та схід України | центр, південь та схід України | 24     | 6       | 11 збиті ППО, ще 7 не досягли своїх цілей                                                            | —                       |
| 03.02.24 | Дніпропетровська обл.          | Дніпропетровська обл.          | 14     | 5       | 9 збиті ППО, відомо про обстріл енергетичної інфраструктури                                          | —                       |
| 07.02.24 | Україна                        | Україна                        | 20     | 5       | 15 збиті ППО                                                                                         | —                       |
| 07.02.24 | Дніпропетровська обл.          | Новомосковськ                  | 20     | 5       | руйнування на території комунального підприємства                                                    | —                       |
| 07.02.24 | Миколаївська обл.              | Миколаїв                       | 20     | 5       | внаслідок влучань пошкоджено близько 20 житлових будинків                                            | 1 поранено              |
| 08.02.24 | центр, південь та схід України | центр, південь та схід України | 17     | 6       | 11 збиті ППО                                                                                         | —                       |
| 08.02.24 | Одеська обл.                   | Одеса                          | 17     | 6       | пошкоджено недобудовану багатоповерхівку та будівлі навчального закладу                              | —                       |
| 08.02.24 | Миколаївська обл.              | Миколаїв                       | 17     | 6       | пошкоджено понад 20 житлових будинків, офісні приміщення, приватне підприємство                      | —                       |
| 09.02.24 | Україна                        | Україна                        | 16     | 6       | 10 збито ППО                                                                                         | —                       |
| 09.02.24 | Харківська обл.                | Зміївський р-н                 | 16     | 6       | влучання у розважальний комплекс, базу відпочинку та приватні будинки                                | 1 поранено              |
| 09.02.24 | Харківська обл.                | Харків                         | 31     | 8       | влучання у нафтобазу та приватні житлові будинки навколо                                             | 7 загиблих, 57 поранено |
| 10.02.24 | південь та схід України        | південь та схід України        | 31     | 8       | 23 збиті ППО                                                                                         | —                       |
| 10.02.24 | Одеська обл.                   | Одеса                          | 31     | 8       | наслідки влучання не встановлені                                                                     | 1 поранено              |
| 11.02.24 | Миколаївська обл.              | Миколаїв                       | 45     | 5       | пошкоджено навколишні житлові будинки, приватний автотранспорт місцевих мешканців та газогін         | 1 поранено              |
| 11.02.24 | Україна                        | Україна                        | 45     | 5       | 40 збиті ППО                                                                                         | —                       |
| 11.02.24 | Етулія, Молдова                | Етулія, Молдова                | 1      | —       | у Молдові поблизу кордону з Україною знайшли уламки російського безпілотника Shahed 136              | —                       |
| 12.02.24 | Дніпропетровська обл.          | Дніпропетровська обл.          | 17     | 3       | пошкоджене обладнання однієї з підстанцій Укренерго                                                  | —                       |
| 12.02.24 | центр, південь та схід України | центр, південь та схід України | 17     | 3       | 14 збиті ППО                                                                                         | —                       |
| 13.02.24 | південь та схід України        | південь та схід України        | 23     | 7       | 16 збиті ППО, наслідки влучання 7 невідомі                                                           | —                       |
| 18.02.24 | Етулія Ноуа, Молдова           | Етулія Ноуа, Молдова           | 1      | —       | у Молдові поблизу кордону з Україною знайшли уламки російського безпілотника Shahed 136              | —                       |
| 18.02.24 | центр та схід України          | центр та схід України          | 14     | 2       | 12 збиті ППО                                                                                         | —                       |
| 18.02.24 | Полтавська обл.                | Полтавський р-н                | 14     | 2       | відомо про влучання у об'єкт інфраструктури, без жертв                                               | —                       |
| 19.02.24 | Харківська обл.                | Харківська обл.                | 4      | —       | 4 збиті ППО                                                                                          | —                       |
| 20.02.24 | центр, південь та схід України | центр, південь та схід України | 23     | —       | 23 збиті ППО                                                                                         | —                       |
| 21.02.24 | схід України                   | схід України                   | 19     | 4       | 13 збиті ППО, ще щонайменше 2 БпЛА не досягли своїх цілей                                            | —                       |
| 21.02.24 | Донецька обл.                  | Добропілля                     | 19     | 4       | відомо про обстріл лікарні міста Добропілля, також пошкоджено пошкоджено сім багатоповерхівок        | 2 поранено              |
| 22.02.24 | центр та схід України          | центр та схід України          | 10     | 2       | 8 збиті ППО                                                                                          | —                       |
| 22.02.24 | Полтавська обл.                | Полтавська обл.                | 10     | 2       | відомо про влучання без жертв та руйнувань                                                           | —                       |
| 23.02.24 | Одеська обл.                   | Одеса                          | 31     | 8       | влучання у будівлю підприємства в прибережній зоні Одеси                                             | 3 загиблих              |
| 23.02.24 | Дніпропетровська обл.          | Дніпро                         | 31     | 8       | влучання в багатоповерхівку                                                                          | 8 поранено              |
| 23.02.24 | центр, південь та схід України | центр, південь та схід України | 31     | 8       | 23 збиті ППО                                                                                         | —                       |
| 24.02.24 | центр та південь України       | центр та південь України       | 12     | —       | 12 збиті ППО                                                                                         | —                       |
| 25.02.24 | центр, південь та схід України | центр, південь та схід України | 18     | 2       | 16 збиті ППО                                                                                         | —                       |
| 25.02.24 | Хмельницька обл.               | Хмельницька обл.               | 18     | 2       | було повідомлено про пошкодження об’єкту інфраструктури, без постраждалих                            | —                       |
| 25.02.24 | Дніпропетровська обл.          | Дніпро                         | 14     | 5       | пошкоджені 10 приватних будинків, авто, вибиті вікна у трьох п’ятиповерхівках та виробничих будівлях | 4 поранено              |
| 26.02.24 | схід України                   | схід України                   | 14     | 5       | 9 збиті ППО                                                                                          | —                       |
| 26.02.24 | Харківська обл.                | Скрипаї                        | 14     | 5       | влучання по території непрацюючої бази відпочинку, пошкоджено три будинки, без потерпілих            | —                       |
| 27.02.24 | центр, південь та схід України | центр, південь та схід України | 13     | 2       | 11 збиті ППО, наслідки влучань решти не встановлені                                                  | —                       |
| 27.02.24 | Полтавська обл.                | Лубенський р-н                 | 13     | 2       | вночі рештки російського БпЛА пошкодили електролінію в Лубенському районі, без потерпілих            | —                       |
| 28.02.24 | південь України                | південь України                | 10     | —       | 10 збиті ППО                                                                                         | —                       |
| 28.02.24 | Одеська обл.                   | Одеса                          | 10     | —       | уламки одного зі збитих дронів влучили в трансформатор, виникла пожежа споруд та конструкцій         | —                       |

### Березень
У березні 2024 було зафіксовано щонайменше 603 БпЛА та 87 влучання (14%).
12 березня стало відомо що росіяни кустарно оснащують Shahed-136 відеокамерами та засобами зв’язку. 27 березня було опубліковано уламки БпЛА із серійним номером КБ2314.
| дата     | регіон                         | місце                          | всього | влучань | влучання                                                                                        | жертви                 |
| -------- | ------------------------------ | ------------------------------ | ------ | ------- | ----------------------------------------------------------------------------------------------- | ---------------------- |
| 01.03.24 | схід України                   | схід України                   | 4      | —       | 4 збиті ППО                                                                                     | —                      |
| 02.03.24 | центр, південь та схід України | центр, південь та схід України | 17     | 3       | 14 збиті ППО                                                                                    | —                      |
| 02.03.24 | Харківська обл.                | Харківська обл.                | 17     | 3       | відомо про ушкодження уламками                                                                  | —                      |
| 02.03.24 | Одеська обл.                   | Одеса                          | 17     | 3       | влучання російського дрона в багатоповерхівку                                                   | 12 загиблих, поранені  |
| 05.03.24 | Одеська обл.                   | Одеський р-н                   | 22     | 4       | 18 збиті ППО, пошкоджено санаторій, а також будинок та низку господарських будівель             | —                      |
| 06.03.24 | центр, південь та схід України | центр, південь та схід України | 42     | 4       | 38 збиті ППО                                                                                    | —                      |
| 06.03.24 | Сумська обл.                   | Суми                           | 42     | 4       | влучання у житлову та іншу забудову, пошкоджено житловий будинок з дитячою поліклінікою         | 7 поранено             |
| 07.03.24 | Харківська обл.                | Харківська обл.                | 3      | 1       | влучання на території полігону рятувальників на Харківщині, зруйнована адмінбудівля             | —                      |
| 08.03.24 | центр, південь та схід України | центр, південь та схід України | 37     | 4       | 33 збиті ППО                                                                                    | —                      |
| 08.03.24 | Одеська обл.                   | Одеська обл.                   | 37     | 4       | пошкодило інфраструктурний об'єкт, будівлі якого тривалий час законсервовані                    | —                      |
| 09.03.24 | центр та схід України          | центр та схід України          | 15     | 3       | 12 збиті ППО                                                                                    | —                      |
| 09.03.24 | Дніпропетровська обл.          | Криворізький р-н               | 15     | 3       | ворожий безпілотник влучив у промислове підприємство, без жертв                                 | —                      |
| 10.03.24 | центр, південь та схід України | центр, південь та схід України | 39     | 4       | 35 збиті ППО                                                                                    | —                      |
| 10.03.24 | Дніпропетровська обл.          | Дніпропетровська обл.          | 39     | 4       | пошкоджений інфраструктурний об'єкт                                                             | —                      |
| 10.03.24 | Одеська обл.                   | Одеська обл.                   | 39     | 4       | влучання у промисловий об'єкт                                                                   | —                      |
| 10.03.24 | Миколаївська обл.              | Миколаївська обл.              | 39     | 4       | пошкоджено лінію електропередачі                                                                | —                      |
| 11.03.24 | Україна                        | Україна                        | 25     | 10      | 15 збиті ППО                                                                                    | —                      |
| 11.03.24 | Одеська обл.                   | Одеський р-н                   | 25     | 10      | влучання в інфраструктурний об'єкт, пошкоджено адміністративні будівлі та приватні будинки      | —                      |
| 11.03.24 | Харківська обл.                | Харків                         | 25     | 10      | зазнали пошкоджень будинки, будівля готелю, об‘єкт інфраструктури, будівля комунального закладу | —                      |
| 12.03.24 | Україна                        | Україна                        | 22     | 5       | 17 збиті ППО                                                                                    | —                      |
| 12.03.24 | Тернопільська обл.             | Тернопільська обл.             | 22     | 5       | відомо про ушкодження об'єкта інфраструктури                                                    | —                      |
| 13.03.24 | Сумська обл.                   | Суми                           | 3+     | 1       | БпЛА окупантів влучив у житлову пʼятиповерхівку                                                 | загиблі, 8+ поранених  |
| 14.03.24 | Україна                        | Україна                        | 36     | 14      | 22 збиті ППО                                                                                    | —                      |
| 14.03.24 | Сумська обл.                   | Суми                           | 36     | 14      | вночі 14 березня ворог атакував «шахедами» цивільну інфраструктуру чотирьох міст Сумщини        | —                      |
| 14.03.24 | Сумська обл.                   | Білопілля                      | 36     | 14      | вночі 14 березня ворог атакував «шахедами» цивільну інфраструктуру чотирьох міст Сумщини        | —                      |
| 14.03.24 | Сумська обл.                   | Тростянець                     | 36     | 14      | вночі 14 березня ворог атакував «шахедами» цивільну інфраструктуру чотирьох міст Сумщини        | —                      |
| 14.03.24 | Сумська обл.                   | Шостка                         | 36     | 14      | пошкоджене приміщення школи                                                                     | —                      |
| 14.03.24 | Харківська обл.                | Харків                         | 36     | 14      | відомо про влучання по об'єктах телевізійної інфраструктури                                     | —                      |
| 14.03.24 | Харківська обл.                | Великий Бурлук                 | 36     | 14      | пошкоджено домоволодіння, територію лікарні, лісництво                                          | —                      |
| 14.03.24 | Харківська обл.                | Ізюм                           | 36     | 14      | влучання у споруду, що не функціонує                                                            | —                      |
| 14.03.24 | Харківська обл.                | Кегичівка                      | 36     | 14      | пошкоджені житлові будинки                                                                      | —                      |
| 14.03.24 | Харківська обл.                | Куп'янськ                      | 36     | 14      | влучання по відкритій території                                                                 | —                      |
| 14.03.24 | Харківська обл.                | Лозова                         | 36     | 14      | пошкоджено щонайменше вісім житлових будинків                                                   | —                      |
| 15.03.24 | Україна                        | Україна                        | 27     | —       | 27 збиті ППО                                                                                    | —                      |
| 15.03.24 | Вінницька обл.                 | Вінницька обл.                 | 27     | —       | уламки російського безпілотника влучив у житловий будинок на Вінниччині                         | 2 загиблих, 4 поранено |
| 16.03.24 | Харківська обл.                | Харківська обл.                | 2      | —       | 2 збиті ППО                                                                                     | —                      |
| 17.03.24 | Одеська обл.                   | Одеська обл.                   | 16     | 2       | 14 збиті ППО                                                                                    | —                      |
| 17.03.24 | Одеська обл.                   | Одеський р-н                   | 16     | 2       | ушкоджено два законсервованих агропідприємства, сталися руйнування промислових будівель         | —                      |
| 18.03.24 | Україна                        | Україна                        | 22     | 5       | 17 збиті ППО                                                                                    | —                      |
| 18.03.24 | Хмельницька обл.               | Хмельницька обл.               | 22     | 5       | уламками БпЛА ушкоджено приватний житловий будинок                                              | 1 поранена             |
| 18.03.24 | Дніпропетровська обл.          | Кривий Ріг                     | 22     | 5       | уламками БпЛА ушкоджено житлові будинки                                                         | —                      |
| 22.03.24 | Україна                        | Україна                        | 63     | 8       | 55 збиті ППО, дрони були задіяні у масованого ракетного обстрілу 22 березня 2024                | —                      |
| 22.03.24 | Львівська обл.                 | Стрийський р-н                 | 63     | 8       | влучання в об'єкт енергетичної інфраструктури                                                   | —                      |
| 22.03.24 | Дніпропетровська обл.          | Кривий Ріг                     | 63     | 8       | влучання у об’єкти критичної інфраструктури                                                     | —                      |
| 23.03.24 | центр, південь та схід України | центр, південь та схід України | 34     | 3       | 31 збиті ППО                                                                                    | —                      |
| 23.03.24 | Харківська обл.                | Харків                         | 34     | 3       | влучання в будівлю дитячого санаторію, повторний удар по рятувальниках                          | 4 поранено             |
| 24.03.24 | Україна                        | Україна                        | 28     | 3       | 25 збиті ППО                                                                                    | —                      |
| 24.03.24 | Дніпропетровська обл.          | Кривий Ріг                     | 28     | 3       | через падіння уламків БпЛА, пошкоджені тепломережі і лінія електропередач                       | —                      |
| 25.03.24 | південь України                | південь України                | 9      | 1       | 8 збиті ППО                                                                                     | —                      |
| 25.03.24 | Одеська обл.                   | Одеська обл.                   | 9      | 1       | уламки збитого дрона пошкодили енергетичний об’єкт                                              | —                      |
| 25.03.24 | Миколаївська обл.              | Миколаїв                       | 9      | 1       | влучання по енергетичному об’єкту, падіння уламків збитого БпЛА на житловий будинок             | 11 поранено            |
| 26.03.24 | південь та схід України        | південь та схід України        | 12     | —       | 12 збиті ППО                                                                                    | —                      |
| 27.03.24 | центр та схід України          | центр та схід України          | 13     | 3       | 10 збиті ППО                                                                                    | —                      |
| 27.03.24 | Харківська обл.                | Ізюм                           | 13     | 3       | пошкоджено будівлю закладу освіти та приватний будинок                                          | 1 поранений            |
| 28.03.24 | південь та схід України        | південь та схід України        | 28     | 2       | 26 збиті ППО                                                                                    | —                      |
| 28.03.24 | Запорізька обл.                | Запоріжжя                      | 28     | 2       | ворог завдав ударів безпілотниками по приватних цивільних будинках Запоріжжя                    | 2 поранено             |
| 29.03.24 | Браїла, Румунія                | Браїла, Румунія                | 1      | —       | у Румунії поблизу кордону з Україною знайшли уламки російського безпілотника Shahed 136         | —                      |
| 29.03.24 | Україна                        | Україна                        | 60     | 2       | 58 збиті ППО                                                                                    | —                      |
| 29.03.24 | Вінницька обл.                 | Северинівка                    | 60     | 2       | російський безпілотник впав і здетонував поблизу житлового будинку                              | —                      |
| 30.03.24 | центр, південь та схід України | центр, південь та схід України | 12     | 3       | 9 збиті ППО                                                                                     | —                      |
| 30.03.24 | Полтавська обл.                | Полтавський р-н                | 12     | 3       | зафіксовано кілька влучань в інфраструктурний об’єкт                                            | —                      |
| 31.03.24 | Україна                        | Україна                        | 11     | 2       | 9 збиті ППО                                                                                     | —                      |
| 31.03.24 | Одеська обл.                   | Одеська обл.                   | 11     | 2       | відомо про влучання в об'єкт енергетичної інфраструктури                                        | —                      |

### Квітень
У квітні 2024 було зафіксовано щонайменше 295 БпЛА та 34 влучань (10%).
| дата     | регіон                         | місце                          | всього | влучань | влучання                                                                                       | жертви                  |
| -------- | ------------------------------ | ------------------------------ | ------ | ------- | ---------------------------------------------------------------------------------------------- | ----------------------- |
| 01.04.24 | північ та схід України         | північ та схід України         | 3      | 1       | 2 збиті ППО                                                                                    | —                       |
| 01.04.24 | Харківська обл.                | Чугуїв                         | 3      | 1       | влучання у будівлю пожежно-рятувального підрозділу                                             | —                       |
| 02.04.24 | Кіровоградська обл.            | Кіровоградська обл.            | 10     | 1       | ушкоджено об‘єкт енергетики                                                                    | —                       |
| 02.04.24 | Дніпропетровська обл.          | Дніпропетровська обл.          | 10     | 1       | 9 збиті ППО, через падіння уламків, пошкоджені дві нежитлові будівлі                           | —                       |
| 03.04.24 | центр та південь України       | центр та південь України       | 4      | —       | 4 збиті ППО                                                                                    | —                       |
| 04.04.24 | Харківська обл.                | Харківська обл.                | 20     | 9       | 11 збиті ППО                                                                                   | —                       |
| 04.04.24 | Харківська обл.                | Харків                         | 20     | 9       | влучання у житлові багатоповерхівки і повторні удари по рятувальниках                          | 4 загиблих, 12 поранео  |
| 05.04.24 | Україна                        | Україна                        | 13     | —       | 13 збиті ППО                                                                                   | —                       |
| 06.04.24 | Україна                        | Україна                        | 32     | 4       | 28 збиті ППО                                                                                   | —                       |
| 06.04.24 | Харківська обл.                | Харків                         | 32     | 4       | пошкоджено (у тому числі іншою зброєю) 9 багатоповерхівок, гуртожитки, адміністративні будівлі | 7 загиблих, 11 поранено |
| 07.04.24 | центр та схід України          | центр та схід України          | 17     | —       | 17 збиті ППО                                                                                   | —                       |
| 07.04.24 | Харківська обл.                | Харків                         | 17     | —       | від уламків пошкоджень зазнали 10 приватних та, 3 багатоквартирні будинки, дитсадок            | 3 поранено              |
| 08.04.24 | центр та південь України       | центр та південь України       | 24     | 7       | 17 збиті ППО                                                                                   | —                       |
| 08.04.24 | Одеська обл.                   | Одеська обл.                   | 24     | 7       | пошкоджено логістично-транспортний об'єкт                                                      | —                       |
| 09.04.24 | Україна                        | Україна                        | 20     | —       | 13 збиті ППО                                                                                   | —                       |
| 09.04.24 | Львівська обл.                 | Львівська обл.                 | 20     | —       | уламками пошкоджено об′єкт критичної інфрастуктури                                             | —                       |
| 10.04.24 | Одеська обл.                   | Одеська обл.                   | 17     | 3       | 14 збиті ППО, влучання у об'єкти енергетичної та транспортної інфраструктури                   | 2 поранено              |
| 10.04.24 | Миколаївська обл.              | Миколаївська обл.              | 17     | 3       | 14 збиті ППО, влучання у об'єкти енергетичної та транспортної інфраструктури                   | —                       |
| 11.04.24 | Україна                        | Україна                        | 40     | 1       | 39 збиті ППО, безпілотники разом із ракетами були націлені на об'єкти енергетики               | —                       |
| 12.04.24 | центр, південь та схід України | центр, південь та схід України | 17     | 1       | 16 збиті ППО                                                                                   | —                       |
| 12.04.24 | Дніпропетровська обл.          | Криворізький р-н               | 17     | 1       | падіння уламків збитого дрона спричинило пожежу на об’єкті енергетики                          | —                       |
| 14.04.24 | Харківська обл.                | Харківська обл.                | 10     | —       | 10 збиті ППО                                                                                   | —                       |
| 15.04.24 | центр, південь та схід України | центр, південь та схід України | 9      | —       | 9 збиті ППО                                                                                    | —                       |
| 18.04.24 | Україна                        | Україна                        | 13     | —       | 13 збиті ППО                                                                                   | —                       |
| 19.04.24 | Україна                        | Україна                        | 14     | —       | 14 збиті ППО                                                                                   | —                       |
| 22.04.24 | Одеська обл.                   | Одеська обл.                   | 7      | 2       | 5 збиті ППО, влучання у склади та сільськогосподарську техніку                                 | —                       |
| 23.04.24 | центр та південь України       | центр та південь України       | 16     | 1       | 15 збиті ППО                                                                                   | —                       |
| 23.04.24 | Одеська обл.                   | Одеса                          | 16     | 1       | внаслідок ворожої атаки в житловому секторі Одеси пошкоджено будинки містян                    | 9 поранено              |
| 28.04.24 | центр та південь України       | центр та південь України       | 9      | 4       | 5 збиті ППО, із загальної кількості 9 БпЛА, 4 — Shahed 136 та 5 не встановленого типу          | —                       |
| 28.04.24 | Миколаївська обл.              | Миколаївська обл.              | 9      | 4       | відомо про влучання у готель та іншу забудову                                                  | —                       |

### Травень
У травні 2024 було зафіксовано щонайменше 349 БпЛА та 10 влучань (3%).
| ≠        | регіон                           | місце                            | всього | влучань | влучання                                                                                      | жертви      |
| -------- | -------------------------------- | -------------------------------- | ------ | ------- | --------------------------------------------------------------------------------------------- | ----------- |
| 02.05.24 | Миколаївська обл.                | Миколаївська обл.                | 2      | —       | 2 збиті ППО                                                                                   | —           |
| 04.05.24 | схід України                     | схід України                     | 13     | —       | 13 збиті ППО                                                                                  | —           |
| 04.05.24 | Дніпропетровська обл.            | Павлоград                        | 13     | —       | внаслідок влучання уламків пошкоджено об’єкт критичної інфраструктури та три приватні будинки | 2 поранено  |
| 04.05.24 | Харківська обл.                  | Харків                           | 13     | —       | через падіння уламків дронів виникли три пожежі в різних частинах міста                       | —           |
| 05.05.24 | Україна                          | Україна                          | 24     | 1       | 23 збиті ППО                                                                                  | —           |
| 05.05.24 | Харківська обл.                  | Харків                           | 24     | 1       | внаслідок влучання безпілотника у приватний сектор загорілися три приватні будинки            | 1 поранений |
| 06.05.24 | Сумська обл.                     | Сумська обл.                     | 13     | 1       | 12 збиті ППО, наслідки влучання ще 1 не встановлено                                           | —           |
| 08.05.24 | Україна                          | Україна                          | 21     | 1       | 20 збиті ППО, наслідки влучання ще 1 не встановлено                                           | —           |
| 09.05.24 | Одеська обл.                     | Одеська обл.                     | 20     | 3       | 17 збиті ППО                                                                                  | —           |
| 09.05.24 | Миколаївська обл.                | Первомайське                     | 20     | 3       | внаслідок атаки частково зруйновано будівлю колишнього будинку культури                       | —           |
| 10.05.24 | південь України                  | південь України                  | 10     | —       | 10 збиті ППО                                                                                  | —           |
| 14.05.24 | центр, південь та схід України   | центр, південь та схід України   | 18     | —       | 18 збиті ППО                                                                                  | —           |
| 17.05.24 | центр, південь та схід України   | центр, південь та схід України   | 20     | —       | 20 збиті ППО                                                                                  | —           |
| 19.05.24 | центр, південь та північ України | центр, південь та північ України | 37     | —       | 37 збиті ППО                                                                                  | —           |
| 20.05.24 | Україна                          | Україна                          | 29     | —       | 29 збиті ППО                                                                                  | —           |
| 21.05.24 | центр, південь та схід України   | центр, південь та схід України   | 29     | 1       | 28 збиті ППО                                                                                  | —           |
| 22.05.24 | центр, південь та схід України   | центр, південь та схід України   | 24     | —       | 24 збиті ППО                                                                                  | —           |
| 22.05.24 | Сумська обл.                     | Конотоп                          | 1+     | 1+      | відомо про влучання по енергетичних об’єктах                                                  | —           |
| 22.05.24 | Сумська обл.                     | Шостка                           | 1+     | 1+      | відомо про влучання по енергетичних об’єктах                                                  | —           |
| 26.05.24 | Україна                          | Україна                          | 31     | —       | 31 збиті ППО                                                                                  | —           |
| 26.05.24 | Вінницька обл.                   | Жмеринка                         | 31     | —       | через падіння уламків дрона пошкоджені десять будинків                                        | 3 поранено  |
| 28.05.24 | центр та схід України            | центр та схід України            | 3      | —       | 3 збиті ППО                                                                                   | —           |
| 28.05.24 | Черкаська обл.                   | Черкаська обл.                   | 2      | —       | 2 збиті ППО під час денної атаки                                                              | —           |
| 28.05.24 | Черкаська обл.                   | Черкаська обл.                   | 1      | ?       | відомо про ще 1 БпЛА який був помічений під час денної атаки, без відомостей про наслідки     | —           |
| 29.05.24 | Україна                          | Україна                          | 14     | 1       | 13 збиті ППО                                                                                  | —           |
| 29.05.24 | Кіровоградська обл.              | Кропивницький р-н                | 14     | 1       | уламками безпілотника в одному з населених пунктів пошкоджені дроти електропередач            | —           |
| 30.05.24 | Україна                          | Україна                          | 32     | —       | 32 збиті ППО                                                                                  | —           |
| 31.05.24 | центр та схід України            | центр та схід України            | 4      | —       | 4 збиті ППО                                                                                   | —           |

### Червень
У червні 2024 було зафіксовано щонайменше 328 БпЛА та 17 влучань (5%).
5 червня було знайдено уламки БпЛА із серійним номером Ы2110. 25 червня командувач Повітряних Сил Микола Олещук повідомив про те що з 1 січня 2024 року російські окупанти випустили по території України 2 277 ударних безпілотників типу «Shahed», протиповітряною обороною знищено близько 86% або 1 953 «шахедів».
| дата     | регіон                         | місце                          | всього | влучань | влучання                                                                                        | жертви      |
| -------- | ------------------------------ | ------------------------------ | ------ | ------- | ----------------------------------------------------------------------------------------------- | ----------- |
| 01.06.24 | Україна                        | Україна                        | 47     | —       | 47 збиті ППО                                                                                    | —           |
| 02.06.24 | Україна                        | Україна                        | 25     | —       | 25 збиті ППО                                                                                    | —           |
| 05.06.24 | центр, південь та схід України | центр, південь та схід України | 27     | 5       | 22 збиті ППО, влучання у промисловий об’єкт                                                     | —           |
| 05.06.24 | Полтавська обл.                | Полтавська обл.                | 27     | 5       | 22 збиті ППО, влучання у промисловий об’єкт                                                     | 1 поранений |
| 06.06.24 | центр, південь та схід України | центр, південь та схід України | 18     | 1       | 17 збиті ППО, наслідки влучання ще 1 не встановлено                                             | —           |
| 07.06.24 | центр, південь та схід України | центр, південь та схід України | 53     | 5       | 48 збиті ППО                                                                                    | —           |
| 07.06.24 | Київська обл.                  | Київська обл.                  | 53     | 5       | відомо про масштабну пожежу на промисловому об'єкті, без жертв                                  | —           |
| 07.06.24 | Харківська обл.                | Чугуїв                         | 53     | 5       | пошкоджена цивільна інфраструктура та житлові будинки                                           | 2 поранено  |
| 08.06.24 | центр та схід України          | центр та схід України          | 13     | 4       | 9 збиті ППО                                                                                     | —           |
| 08.06.24 | Дніпропетровська обл.          | Нікопольський р-н              | 13     | 4       | ворог вдарив дроном повторно, коли вогнеборці приїхали ліквідовувати наслідки попередньої атаки | 1 поранений |
| 12.06.24 | Україна                        | Україна                        | 24     | —       | 24 збиті ППО                                                                                    | —           |
| 14.06.24 | Україна                        | Україна                        | 17     | —       | 17 збиті ППО                                                                                    | —           |
| 18.06.24 | Україна                        | Україна                        | 10     | —       | 10 збиті ППО                                                                                    | —           |
| 19.06.24 | Львівська обл.                 | Малехів                        | 21     | 2       | пошкодження офісного приміщення внаслідок влучання БпЛА                                         | 1 поранений |
| 19.06.24 | Україна                        | Україна                        | 21     | 2       | пошкодження офісного приміщення внаслідок влучання БпЛА                                         | —           |
| 20.06.24 | Україна                        | Україна                        | 27     | —       | 27 збиті ППО                                                                                    | —           |
| 22.06.24 | Україна                        | Україна                        | 13     | —       | 13 збиті ППО                                                                                    | —           |
| 27.06.24 | Україна                        | Україна                        | 23     | —       | 23 збиті ППО                                                                                    | —           |
| 28.06.24 | Україна                        | Україна                        | 10     | —       | 10 збиті ППО                                                                                    | —           |

### Липень
У липні 2024 було зафіксовано щонайменше 426 БпЛА та 44 влучання (10%).
| дата     | регіон                    | місце                     | всього | влучань | влучання                                                                        | жертви     |
| -------- | ------------------------- | ------------------------- | ------ | ------- | ------------------------------------------------------------------------------- | ---------- |
| 03.07.24 | Україна                   | Україна                   | 5      | —       | 5 збиті ППО                                                                     | —          |
| 04.07.24 | Україна                   | Україна                   | 22     | 1       | 21 збиті ППО                                                                    | —          |
| 04.07.24 | Чернігівська обл.         | Чернігівська обл.         | 22     | 1       | дрон влучив в один з об'єктів енергетичної інфраструктури області               | —          |
| 05.07.24 | Україна                   | Україна                   | 32     | —       | 32 збиті ППО                                                                    | —          |
| 06.07.24 | Україна                   | Україна                   | 27     | 3       | 24 збиті ППО                                                                    | —          |
| 07.07.24 | Україна                   | Україна                   | 13     | —       | 13 збиті ППО                                                                    | —          |
| 10.07.24 | Україна                   | Україна                   | 20     | 3       | 17 збиті ППО                                                                    | —          |
| 11.07.24 | Україна                   | Україна                   | 6      | —       | 6 збиті ППО протягом ранкової атаки 11 липня                                    | —          |
| 11.07.24 | Україна                   | Україна                   | 19     | 8       | 11 збиті ППО протягом вечірньої атаки 11 липня                                  | —          |
| 11.07.24 | Гомельська обл., Білорусь | Гомельська обл., Білорусь | 1      | —       | наслідки влучання не встановлені                                                | —          |
| 13.07.24 | Гомельська обл., Білорусь | Гомельська обл., Білорусь | 1      | —       | наслідки влучання не встановлені                                                | —          |
| 13.07.24 | Україна                   | Україна                   | 4      | —       | 4 збиті ППО                                                                     | —          |
| 15.07.24 | Гомельська обл., Білорусь | Гомельська обл., Білорусь | 1      | —       | наслідки влучання не встановлені                                                | —          |
| 16.07.24 | Україна                   | Україна                   | 2      | —       | 2 збиті ППО                                                                     | —          |
| 16.07.24 | Гомельська обл., Білорусь | Гомельська обл., Білорусь | 1      | —       | падіння у Акцябрському районі, наслідки влучання не встановлені                 | —          |
| 18.07.24 | Україна                   | Україна                   | 16     | —       | 16 збиті ППО                                                                    | —          |
| 20.07.24 | Україна                   | Україна                   | 16     | 4       | 12 збиті ППО                                                                    | —          |
| 20.07.24 | Полтавська обл.           | Миргородський р-н         | 16     | 4       | відомо про атаки на енергетичні об'єкти та пошкодження цивільної інфраструктури | —          |
| 20.07.24 | Сумська обл.              | Конотопський р-н          | 16     | 4       | відомо про атаку по об'єкту енергетичної інфраструктури                         | —          |
| 20.07.24 | Чернігівська обл.         | Чернігівська обл.         | 16     | 4       | внаслідок атаки безпілотників постраждав об'єкт енергетичної структури          | —          |
| 21.07.24 | Україна                   | Україна                   | 39     | 4       | 35 збиті ППО                                                                    | —          |
| 23.07.24 | Україна                   | Україна                   | 8      | 1       | 7 збиті ППО                                                                     | —          |
| 24.07.24 | Україна                   | Україна                   | 22     | 5       | 17 збиті ППО                                                                    | —          |
| 24.07.24 | Одеська обл.              | Ізмаїл                    | 22     | 5       | під атакою була портова інфраструктура та житлова багатоповерхівка              | 3 поранено |
| 24.07.24 | Харківська обл.           | Лісне                     | 22     | 5       | пошкоджень зазнала дерев’яна конюшня в екопарку                                 | 2 поранено |
| 24.07.24 | Плауру, Румунія           | Плауру, Румунія           | 1      | —       | наслідки влучання не встановлені                                                | —          |
| 25.07.24 | Україна                   | Україна                   | 35     | 10      | 25 збиті ППО                                                                    | —          |
| 25.07.24 | Житомирська обл.          | Житомирська обл.          | 35     | 10      | пошкоджені приватні будинки та інфраструктурний об’єкт                          | —          |
| 25.07.24 | Одеська область           | Одеська область           | 35     | 10      | падіння уламків на приватний будинок                                            | 2 поранено |
| 25.07.24 | Плауру, Румунія           | Плауру, Румунія           | 3      | —       | влучання у незаселену територію                                                 | —          |
| 25.07.24 | Україна                   | Україна                   | 22     | 2       | 20 збиті ППО                                                                    | —          |
| 25.07.24 | Житомирська обл.          | Житомирська обл.          | 22     | 2       | відомо про влучання по енергооб’єкту та пошкодження цивільної інфраструктури    | —          |
| 25.07.24 | Чернігівська обл.         | Ніжин                     | 22     | 2       | відомо про влучання у гуртожиток та об'єкт інфраструктури                       | 1 поранено |
| 25.07.24 | Херсонська обл.           | Херсон                    | 22     | 2       | відомо про влучання у житлові будинки та авто                                   | —          |
| 27.07.24 | центр та схід України     | центр та схід України     | 4      | —       | 4 збиті ППО                                                                     | —          |
| 28.07.24 | Україна                   | Україна                   | 8      | 1       | 7 збиті ППО                                                                     | —          |
| 29.07.24 | південь та схід України   | південь та схід України   | 10     | 1       | 9 збиті ППО                                                                     | —          |
| 31.07.24 | Україна                   | Україна                   | 89     | —       | 89 збиті ППО                                                                    | —          |

### Серпень
У серпні 2024 було зафіксовано щонайменше 789 БпЛА та 44 влучання (6%), з яких 6+ влучань відбулися в атаці по прифронтових регіонах.
20 серпня було оприлюднено інформацію по загальній кількості БпЛА з початку вторгнення — 13 315 застосовано та 8 836 знищено.
| дата     | регіон                         | місце                          | всього | влучань | влучання                                                                                     | жертви                |
| -------- | ------------------------------ | ------------------------------ | ------ | ------- | -------------------------------------------------------------------------------------------- | --------------------- |
| 01.08.24 | Україна                        | Україна                        | 7      | —       | 7 збиті ППО                                                                                  | —                     |
| 01.08.24 | Київська обл.                  | Київська обл.                  | 7      | —       | уламки дрона влучили у житловий будинок                                                      | 2 поранено            |
| 03.08.24 | Україна                        | Україна                        | 29     | 5       | 24 збиті ППО                                                                                 | —                     |
| 03.08.24 | Вінницька обл.                 | Вінницька обл.                 | 29     | 5       | відомо про влучання в об'єкт критичної інфраструктури                                        | —                     |
| 04.08.24 | Україна                        | Україна                        | 5      | —       | 5 збиті ППО                                                                                  | —                     |
| 05.08.24 | центр та схід України          | центр та схід України          | 24     | —       | 24 збиті ППО                                                                                 | —                     |
| 06.08.24 | Україна                        | Україна                        | 16     | 1       | 15 збиті ППО, відомо про ураження уламками домоволодінь у Миколаївській області              | —                     |
| 07.08.24 | центр, південь та схід України | центр, південь та схід України | 30     | —       | 30 збиті ППО                                                                                 | —                     |
| 08.08.24 | центр та південь України       | центр та південь України       | 4      | —       | 4 збиті ППО                                                                                  | —                     |
| 09.08.24 | центр, південь та схід України | центр, південь та схід України | 27     | —       | 27 збиті ППО                                                                                 | —                     |
| 11.08.24 | Україна                        | Україна                        | 57     | 4       | 53 збиті ППО                                                                                 | —                     |
| 11.08.24 | Вінницька обл.                 | Вінницька обл.                 | 57     | 4       | відомо про влучання у об'єкт інфраструктури                                                  | —                     |
| 13.08.24 | центр, південь та схід України | центр, південь та схід України | 38     | 8       | 30 збиті ППО                                                                                 | —                     |
| 13.08.24 | Чернігівська обл.              | Бахмач                         | 38     | 8       | відомо про влучання у цивільну забудову та нежитлові споруди                                 | —                     |
| 13.08.24 | Миколаївська обл.              | Первомайський р-н              | 38     | 8       | внаслідок падіння уламків безпілотників було пошкоджено нежитлову споруду                    | —                     |
| 14.08.24 | Україна                        | Україна                        | 23     | 6       | 17 збиті ППО                                                                                 | —                     |
| 14.08.24 | Чернігівська обл.              | Ніжинський р-н                 | 23     | 6       | у Чернігівській ОВА повідомили про влучання в об’єкт інфраструктури                          | —                     |
| 15.08.24 | центр, південь та схід України | центр, південь та схід України | 29     | —       | 29 збиті ППО                                                                                 | —                     |
| 16.08.24 | центр, південь та схід України | центр, південь та схід України | 3      | —       | 3 збиті ППО                                                                                  | —                     |
| 17.08.24 | центр, південь та схід України | центр, південь та схід України | 14     | —       | 14 збиті ППО                                                                                 | —                     |
| 18.08.24 | центр України                  | центр України                  | 8      | —       | 8 збиті ППО                                                                                  | —                     |
| 19.08.24 | центр, південь та схід України | центр, південь та схід України | 11     | —       | 11 збиті ППО                                                                                 | —                     |
| 20.08.24 | центр, південь та схід України | центр, південь та схід України | 26     | 1       | 25 збиті ППО                                                                                 | —                     |
| 20.08.24 | Тернопільська обл.             | Тернопіль                      | 26     | 1       | відомо про удар безпілотником по промисловому об’єкту                                        | —                     |
| 21.08.24 | Україна                        | Україна                        | 66     | —       | 50 безпілотників заявлені як збиті ППО, ще 16 втрачено внаслідок дії РЕБ                     | —                     |
| 21.08.24 | Гомельська обл., Білорусь      | Гомельська обл., Білорусь      | 1      | —       | зафіксовано перетин ворожим дроном державного кордону з Білоруссю у Чернігівській області    | —                     |
| 21.08.24 | Бєлгородська обл., РФ          | Бєлгородська обл., РФ          | 1      | —       | зафіксовано політ ворожим дроном у Бєлгородську область                                      | —                     |
| 21.08.24 | Черкаська обл.                 | Черкаська обл.                 | 1      | —       | безпілотник був у польоті станом на ранок 21 серпня, наслідок влучання не встановлено        | —                     |
| 22.08.24 | Харківська обл.                | Харківська обл.                | 10     | 6       | 2 безпілотника збиті, ще два локаційно втрачено                                              | —                     |
| 23.08.24 | Україна                        | Україна                        | 16     | —       | 14 збиті ППО, ще два локаційно втрачено                                                      | —                     |
| 25.08.24 | Миколаївська обл.              | Миколаївська обл.              | 9      | 1       | 8 збиті ППО, наслідки влучання ще 1 не встановлено                                           | —                     |
| 26.08.24 | Україна                        | Україна                        | 109    | 10      | 99 БпЛА збиті, є влучання цивільні та енергетичні об'єкти у ході масового обстрілу           | загиблі і поранені    |
| 27.08.24 | Україна                        | Україна                        | 80     | —       | 60 збиті ППО, ще 10 локаційно втрачено, станом на ранок 27 серпня 10 безпілотників у польоті | —                     |
| 27.08.24 | Запорізька обл.                | Запорізький р-н                | 80     | 1+      | влучання у житлові будинки                                                                   | 2 загиблих            |
| 27.08.24 | Гомельська обл., Білорусь      | Гомельська обл., Білорусь      | 1      | —       | зафіксовано політ ворожим дроном у Білорусь                                                  | —                     |
| 29.08.24 | центр та схід України          | центр та схід України          | 73     | —       | 60 збиті ППО, ще 14 локаційно втрачено                                                       | —                     |
| 29.08.24 | Єльський р-н, Білорусь         | Єльський р-н, Білорусь         | 1      | —       | відомо про щонайменше один безпілотник який полетів на територію Білорусі і був там знищений | —                     |
| 30.08.24 | центр, південь та схід України | центр, південь та схід України | 18     | 2       | 12 збиті ППО, ще 4 локаційно втрачено                                                        | —                     |
| 30.08.24 | Сумська обл.                   | Суми                           | 18     | 2       | відомо про влучання у цивільне підприємство                                                  | 1 загинула 9 поранено |
| 31.08.24 | центр, південь та схід України | центр, південь та схід України | 49     | —       | 25 збиті ППО, ще 24 локаційно втрачено                                                       | —                     |
| 31.08.24 | Білорусь                       | Білорусь                       | 2      | —       | відомо про безпілотник який полетів на територію Білорусі                                    | —                     |
| 31.08.24 | РФ                             | РФ                             | 1      | —       | відомо про два безпілотнка які полетіли на територію РФ                                      | —                     |

### Вересень
У вересні 2024 було зафіксовано щонайменше 1 327 БпЛА та 46 влучань (3%).
19 вересня було оприлюднено уламки БпЛА із серійним номером Ы4057. 20 вересня було оприлюднено уламки БпЛА із серійним номером Ы3321.
| дата     | регіон                          | місце                           | всього | влучань | влучання                                                                                              | жертви                  |
| -------- | ------------------------------- | ------------------------------- | ------ | ------- | --- | ----------------------- |
| 01.09.24 | центр, південь та схід України  | центр, південь та схід України  | 11     | 3       | 8 збиті ППО                                                                                           | —                       |
| 01.09.24 | Миколаївська обл.               | Лимани                          | 11     | 3       | влучання у склад з зерном та сільськогосподарську інфраструктуру                                      | —                       |
| 02.09.24 | центр, південь та схід України  | центр, південь та схід України  | 23     | —       | 20 збиті ППО, ще 3 локаційно втрачено                                                                 | —                       |
| 03.09.24 | центр, південь та схід України  | центр, південь та схід України  | 33     | —       | 27 збиті ППО, ще 6 локаційно втрачено                                                                 | —                       |
| 03.09.24 | Донецька обл.                   | Донецька обл.                   | 1      | —       | відомо про БпЛА який втратив керування і полетів на окуповану територію                               | —                       |
| 03.09.24 | Бєлгородська обл., РФ           | Бєлгородська обл., РФ           | 1      | —       | відомо про БпЛА який втратив керування і полетів на територію РФ                                      | —                       |
| 04.09.24 | захід, центр та схід України    | захід, центр та схід України    | 28     | —       | 22 збиті ППО, ще 6 локаційно втрачено                                                                 | —                       |
| 04.09.24 | Білорусь                        | Білорусь                        | 1      | —       | відомо про безпілотник який полетів на територію Білорусі                                             | —                       |
| 05.09.24 | центр, південь та схід України  | центр, південь та схід України  | 75     | —       | 60 збиті ППО, ще 15 локаційно втрачено                                                                | —                       |
| 05.09.24 | Гомель, Білорусь                | Гомель, Білорусь                | 1      | —       | відомо про щонайменше один безпілотник який полетів на територію Білорусі і був збитий                | —                       |
| 05.09.24 | РФ                              | РФ                              | 2      | —       | відомо про два БпЛА які втратили керування і полетіли на територію РФ                                 | —                       |
| 06.09.24 | Україна                         | Україна                         | 35     | —       | 27 збиті ППО, ще 8 локаційно втрачено                                                                 | —                       |
| 06.09.24 | Львівська обл.                  | Малехів                         | 35     | —       | зафіксоване падіння уламків на складську територію, згоріли вантажні авто                             | —                       |
| 06.09.24 | Україна                         | Україна                         | 8      | —       | станом на ранок 6 вересня, велася бойова робота по частині безпілотників                              | —                       |
| 06.09.24 | Донецька обл.                   | Донецька обл.                   | 1      | —       | відомо про БпЛА який втратив керування і полетів на окуповану територію                               | —                       |
| 07.09.24 | центр, південь та схід України  | центр, південь та схід України  | 61     | —       | 58 збиті ППО, ще 3 локаційно втрачено                                                                 | —                       |
| 07.09.24 | —                               | —                               | 6      | —       | безпілотники втратили керування і полетіли на територію РФ, Білорусі чи окупованої РФ частини України | —                       |
| 08.09.24 | Україна                         | Україна                         | 21     | 6       | 15 збиті ППО, ще 2 локаційно втрачено                                                                 | —                       |
| 08.09.24 | Одеська обл.                    | Вилкове                         | 21     | 6       | зазначала пошкоджень цивільна інфраструктура та готельно-ресторанний комплекс                         | —                       |
| 08.09.24 | Тулча, Румунія                  | Тулча, Румунія                  | 1      | —       | відомо про щонайменше один безпілотник що впав на території Румунії                                   | —                       |
| 08.09.24 | Резекненський р-н, Латвія       | Резекненський р-н, Латвія       | 1      | —       | відомо про щонайменше один безпілотник що полетів через Білорусь і впав на території Латвії           | —                       |
| 09.09.24 | центр та схід України           | центр та схід України           | 8      | —       | 6 збиті ППО, ще 2 локаційно втрачено                                                                  | —                       |
| 10.09.24 | Україна                         | Україна                         | 43     | 2       | 38 збиті ППО, ще 3 локаційно втрачено                                                                 | —                       |
| 10.09.24 | Черкаська обл.                  | Черкаси                         | 43     | 2       | пошкоджені будинки та інші об’єкти                                                                    | 2 поранено              |
| 10.09.24 | Черкаська обл.                  | Уманський р-н                   | 43     | 2       | пошкоджено інфраструктурний об'єкт                                                                    | —                       |
| 10.09.24 | —                               | —                               | 3      | —       | відомо про щонайменше три безпілотника що полетіли на територію РФ чи окуповані нею території         | —                       |
| 11.09.24 | центр та схід України           | центр та схід України           | 25     | —       | 20 збиті ППО, ще 5 локаційно втрачено (інформація про постраждалих та руйнування не надходила)        | —                       |
| 12.09.24 | центр, південь та схід України  | центр, південь та схід України  | 61     | 9       | 44 збиті ППО, ще 4 локаційно втрачено, ще 4 БпЛА були у польоті станом на 9 ранку                     | —                       |
| 12.09.24 | Сумська обл.                    | Конотоп                         | 61     | 9       | пошкоджено 7 багатоквартирних будинків, житловий будинок, лікарню, навчальний заклад, магазин         | 14 поранено             |
| 12.09.24 | —                               | —                               | 3      | —       | відомо про три безпілотники втратили керування і полетіли на територію РФ                             | —                       |
| 13.09.24 | захід, центр та південь України | захід, центр та південь України | 26     | 1       | 24 збиті ППО, ще один був у польоті станом на 9 ранку                                                 | —                       |
| 13.09.24 | Івано-Франківська обл.          | Івано-Франківська обл.          | 26     | 1       | відомо про ймовірне влучання без жертв та постраждалих                                                | —                       |
| 13.09.24 | Одеська обл.                    | Одеський р-н                    | 26     | 1       | пошкоджено понад 20 будинків, операторська будівля АЗС, господарські споруди та автомобілі            | 1 поранений             |
| 14.09.24 | Україна                         | Україна                         | 74     | —       | 72 збиті ППО, ще 2 локаційно втрачено                                                                 | —                       |
| 14.09.24 | —                               | —                               | 2      | —       | відомо про щонайменше два безпілотника що полетіли на територію РФ чи окуповані нею території         | —                       |
| 15.09.24 | центр та південь України        | центр та південь України        | 14     | 4       | 10 збиті ППО, наслідки влучання ще 4 не встановлені                                                   | —                       |
| 16.09.24 | центр, південь та схід України  | центр, південь та схід України  | 56     | —       | 53 збиті ППО, ще 3 локаційно втрачено (інформація про постраждалих та руйнування не надходила)        | —                       |
| 17.09.24 | центр, південь та схід України  | центр, південь та схід України  | 49     | 3       | 34 збиті ППО, ще 12 локаційно втрачено (інформація про постраждалих та руйнування не надходила)       | —                       |
| 17.09.24 | Сумська обл.                    | Сумська обл.                    | 49     | 3       | було завдано удару по енергетичних об’єктах Сумщини                                                   | —                       |
| 17.09.24 | РФ                              | РФ                              | 2      | —       | відомо про щонайменше два безпілотника що полетіли на територію РФ                                    | —                       |
| 18.09.24 | центр та південь України        | центр та південь України        | 51     | —       | 46 збиті ППО, ще 5 локаційно втрачено                                                                 | —                       |
| 18.09.24 | Сумська обл.                    | Суми                            | 51     | —       | було завдано удару по енергетичних об’єктах міста Суми                                                | —                       |
| 18.09.24 | РФ                              | РФ                              | 1      | —       | відомо про щонайменше один безпілотник що полетів на територію РФ                                     | —                       |
| 19.09.24 | Україна                         | Україна                         | 42     | —       | 42 збиті ППО                                                                                          | —                       |
| 20.09.24 | Україна                         | Україна                         | 70     | —       | 61 збиті ППО, ще 9 локаційно втрачено (інформація про постраждалих та руйнування не надходила)        | —                       |
| 21.09.24 | центр, південь та схід України  | центр, південь та схід України  | 16     | —       | 11 збиті ППО, ще 5 локаційно втрачено                                                                 | —                       |
| 22.09.24 | Україна                         | Україна                         | 80     | 3       | 71 збиті ППО, ще 6 локаційно втрачено                                                                 | —                       |
| 22.09.24 | Полтавська обл.                 | Полтавська обл.                 | 80     | 3       | відомо про пошкодження енергетичної інфраструктури в одному районі області                            | —                       |
| 22.09.24 | Сумська обл.                    | Сумська обл.                    | 80     | 3       | російські війська атакували безпілотниками енергетичні об'єкти на Сумщині                             | —                       |
| 24.09.24 | центр та південь України        | центр та південь України        | 81     | 2       | 66 збиті ППО, ще 13 локаційно втрачено                                                                | —                       |
| 24.09.24 | Полтавська обл.                 | Полтавська обл.                 | 81     | 2       | уламки дронів пошкодили енергетичну інфраструктуру та приватні будинки                                | —                       |
| 25.09.24 | центр, південь та схід України  | центр, південь та схід України  | 32     | —       | 28 збиті ППО, ще 4 локаційно втрачено (інформація про постраждалих та руйнування не надходила)        | —                       |
| 26.09.24 | Україна                         | Україна                         | 76     | 2       | 66 збиті ППО, ще 8 локаційно втрачено                                                                 | —                       |
| 26.09.24 | Івано-Франківська обл.          | Івано-Франківськ                | 76     | 2       | відомо про пошкодження електромереж через атаку російськими БпЛА                                      | —                       |
| 26.09.24 | Київ                            | Київ                            | 76     | 2       | через падіння уламків загорілась багатоповерхівка                                                     | —                       |
| 26.09.24 | Миколаївська обл.               | Миколаївська обл.               | 76     | 2       | відомо про спробу атаки об'єкта передачі електроенергії                                               | —                       |
| 26.09.24 | Україна                         | Україна                         | 1      | —       | станом на ранок 26 вересня, велася бойова робота по безпілотнику                                      | —                       |
| 26.09.24 | РФ                              | РФ                              | 1      | —       | відомо про щонайменше один безпілотник що полетів на територію РФ                                     | —                       |
| 27.09.24 | південь та схід України         | південь та схід України         | 31     | 6       | 24 збиті ППО, ще 1 локаційно втрачено                                                                 | —                       |
| 27.09.24 | Одеська обл.                    | Ізмаїл                          | 31     | 6       | пошкоджені приватні та багатоквартирні будинки, надвірні споруди, будівлі, автівки                    | 3 загиблих, 11 поранено |
| 27.09.24 | Румунія                         |                                 | 1      | —       | відомо про щонайменше один безпілотник що полетів на територію Румунії                                | —                       |
| 28.09.24 | Сумська обл.                    | Суми                            | 72     | 2+      | один удар прийшовся по лікарні, другий удар ворог наніс під час евакуації хворих                      | 8 загиблих, 12 поранено |
| 28.09.24 | центр, південь та схід України  | центр, південь та схід України  | 72     | 2+      | 69 збиті ППО, ще 3 локаційно втрачено                                                                 | —                       |
| 28.09.24 | РФ                              | РФ                              | 1      | —       | відомо про щонайменше один безпілотник що полетів на територію РФ                                     | —                       |
| 29.09.24 | центр та південь України        | центр та південь України        | 22     | 2       | 15 збиті ППО, ще 5 локаційно втрачено                                                                 | —                       |
| 30.09.24 | центр, південь та схід України  | центр, південь та схід України  | 71     | 1       | 67 збиті ППО, ще 3 локаційно втрачено                                                                 | —                       |
| 30.09.24 | Україна                         | Україна                         | 1      | —       | станом на ранок 30 вересня, велася бойова робота по безпілотнику                                      | —                       |
| 30.09.24 | Білорусь                        | Білорусь                        | 1      | —       | відомо про безпілотник який полетів на територію Білорусі                                             | —                       |

### Жовтень
У жовтні 2024 було зафіксовано щонайменше 1 917 БпЛА та 86+ влучань (5%).
25 жовтня було знайдено уламки БпЛА із серійним номером Ы6414.
| дата     | регіон                          | місце                           | всього | влучань | влучання                                                                                                   | жертви                 |
| -------- | ------------------------------- | ------------------------------- | ------ | ------- | --- | ---------------------- |
| 01.10.24 | центр, південь та схід України  | центр, південь та схід України  | 32     | —       | 29 збиті ППО, ще 3 локаційно втрачено (інформація про постраждалих та руйнування не надходила)             | —                      |
| 02.10.24 | центр та південь України        | центр та південь України        | 28     | 7       | 11 збиті ППО, ще 10 локаційно втрачено                                                                     | —                      |
| 02.10.24 | Одеська обл.                    | Ізмаїльський р-н                | 28     | 7       | російські війська атакували ударними безпілотниками портову та прикордонну інфраструктуру                  | 2 поранено             |
| 02.10.24 | Сумська обл.                    | Шостка                          | 28     | 7       | внаслідок ударів зруйновано низку об'єктів критичної інфраструктури                                        | —                      |
| 02.10.24 | РФ                              | РФ                              | 4      | —       | відомо про щонайменше чотири безпілотника що полетіли на територію РФ чи окуповані нею території           | —                      |
| 03.10.24 | Україна                         | Україна                         | 104    | 3       | 78 збиті ППО, ще 23 локаційно втрачено                                                                     | —                      |
| 03.10.24 | Білорусь                        | Білорусь                        | 1      | —       | відомо про безпілотник який полетів на територію Білорусі                                                  | —                      |
| 04.10.24 | центр та південь України        | центр та південь України        | 19     | 3       | 9 збиті ППО, ще 7 локаційно втрачено                                                                       | —                      |
| 04.10.24 | Київ                            | Київ                            | 19     | 3       | уламки шахедів впали на багатоповерхівку у Дарницькому районі міста                                        | —                      |
| 04.10.24 | Калинковичі, Білорусь           | Калинковичі, Білорусь           | 1      | —       | відомо про безпілотник який полетів і зазнав падіння на території Білорусі                                 | —                      |
| 04.10.24 | Румунія                         | Румунія                         | 1      | —       | Румунські правоохоронці заявили про те що в дельті Дунаю виявили рештки російського безпілотника           | —                      |
| 05.10.24 | центр, південь та схід України  | центр, південь та схід України  | 13     | —       | 3 збиті ППО, ще 10 локаційно втрачено (інформація про постраждалих та руйнування не надходила)             | —                      |
| 06.10.24 | Україна                         | Україна                         | 87     | 2       | 56 збиті ППО, ще 25 локаційно втрачено                                                                     | —                      |
| 06.10.24 | Одеська обл.                    | Одеса                           | 87     | 2       | внаслідок ворожої нічної атаки в Хаджибейському районі Одеси пошкоджено житлову двоповерхівку              | —                      |
| 06.10.24 | Україна                         | Україна                         | 4      | —       | станом на ранок 6 жовтня, велася бойова робота по чотирьох безпілотниках                                   | —                      |
| 07.10.24 | центр, південь та схід України  | центр, південь та схід України  | 69     | —       | 32 збиті ППО, ще 37 локаційно втрачено                                                                     | —                      |
| 07.10.24 | Сумська обл.                    | Суми                            | 3+     | 1+      | пошкодження отримали 10 приватних будинків; ще одна оселя згоріла внаслідок падіння уламків                | 4 поранено             |
| 07.10.24 | Харківська обл.                 | Харківська обл.                 | 3+     | 2+      | зафіксовано декілька влучань ворожих ударних БпЛА у прифронтовій Харківщині                                | —                      |
| 08.10.24 | Одеська обл.                    | Чорноморськ                     | 18     | —       | 18 збиті ППО, однак відомо про пошкодження житлових будинків та адміністративно-виробничої будівлі         | —                      |
| 08.10.24 | Одеська обл.                    | Одеський р-н                    | 18     | —       | 18 збиті ППО, однак відомо про пошкодження житлових будинків та адміністративно-виробничої будівлі         | —                      |
| 08.10.24 | РФ                              | РФ                              | 1      | —       | відомо про щонайменше один безпілотник що полетів на територію РФ                                          | —                      |
| 09.10.24 | центр та південь України        | центр та південь України        | 21     | —       | 21 збиті ППО                                                                                               | —                      |
| 09.10.24 | Одеська обл.                    | Одеський р-н                    | 21     | —       | пошкоджено скління та фасад девʼятиповерхівки                                                              | 5 поранено             |
| 09.10.24 | РФ                              | РФ                              | 1      | —       | відомо про щонайменше один безпілотник що полетів на територію РФ                                          | —                      |
| 10.10.24 | центр, південь та схід України  | центр, південь та схід України  | 60     | 5       | 41 збиті ППО, ще 14 локаційно втрачено                                                                     | —                      |
| 10.10.24 | Дніпропетровська обл.           | Кривий Ріг                      | 60     | 5       | пошкоджено багатоповерховий житловий будинок і газогін                                                     | 2 поранено             |
| 10.10.24 | Україна                         | Україна                         | 2+     | —       | станом на ранок 10 жовтня, велася бойова робота по декількох безпілотниках                                 | —                      |
| 11.10.24 | центр та схід України           | центр та схід України           | 60     | —       | 29 збиті ППО, ще 31 локаційно втрачено                                                                     | —                      |
| 11.10.24 | Україна                         | Україна                         | 4      | —       | станом на ранок 11 жовтня, велася бойова робота по чотирьох безпілотниках                                  | —                      |
| 11.10.24 | РФ                              | РФ                              | 2      | —       | відомо про щонайменше два безпілотника що полетіли на територію РФ чи окуповані нею території              | —                      |
| 12.10.24 | центр, південь та схід України  | центр, південь та схід України  | 28     | 2       | 24 збиті ППО, ще 2 локаційно втрачено, наслідки влучання ще 2 не встановлені                               | —                      |
| 13.10.24 | центр України                   | центр України                   | 67     | —       | 31 збиті ППО, ще 37 локаційно втрачено                                                                     | —                      |
| 13.10.24 | Україна                         | Україна                         | 1      | —       | станом на ранок 13 жовтня, велася бойова робота по безпілотнику                                            | —                      |
| 15.10.24 | центр та південь України        | центр та південь України        | 16     | —       | 12 збиті ППО, ще 4 локаційно втрачено                                                                      | —                      |
| 15.10.24 | Україна                         | Україна                         | 1      | —       | станом на ранок 15 жовтня, велася бойова робота по безпілотнику                                            | —                      |
| 16.10.24 | Україна                         | Україна                         | 116    | 5       | 51 збиті ППО, ще 60 локаційно втрачено                                                                     | —                      |
| 16.10.24 | Тернопільська обл.              | Тернопільська обл.              | 116    | 5       | під час атаки ворог завдав удару по одному з промислових об'єктів на території області                     | —                      |
| 16.10.24 | Київська обл.                   | Київська обл.                   | 116    | 5       | внаслідок падіння уламка збитого російського безпілотника згорів приватний житловий будинок                | —                      |
| 16.10.24 | Україна                         | Україна                         | 20     | —       | станом на ранок 16 жовтня, велася бойова робота по двадцяти безпілотниках                                  | —                      |
| 17.10.24 | центр, південь та захід України | центр, південь та захід України | 54     | 5       | 22 збиті ППО, ще 27 локаційно втрачено, 5 влучань безпілотників по об’єктах інф-ри у прифронтових областях | —                      |
| 17.10.24 | Білорусь                        | Білорусь                        | 2      | —       | відомо про щонайменше два безпілотника що полетіли на територію Білорусі                                   | —                      |
| 18.10.24 | Україна                         | Україна                         | 124    | —       | 80 збиті ППО, ще 44 локаційно втрачено                                                                     | —                      |
| 18.10.24 | центр України                   | центр України                   | 9      | —       | станом на ранок 18 жовтня, велася бойова робота по менш ніж десяти безпілотниках                           | —                      |
| 18.10.24 | Білорусь                        | Білорусь                        | 2      | —       | відомо про щонайменше два безпілотника що полетіли на територію Білорусі                                   | —                      |
| 19.10.24 | центр та південь України        | центр та південь України        | 98     | 10      | 42 збиті ППО, ще 46 локаційно втрачено                                                                     | —                      |
| 19.10.24 | Черкаська обл.                  | Уманський р-н                   | 98     | 10      | не встановлено                                                                                             | 1 загибла              |
| 19.10.24 | Черкаська обл.                  | Черкаський р-н                  | 98     | 10      | атаковано об'єкт критичної інфраструктури                                                                  | —                      |
| 19.10.24 | Сумська обл.                    | Шостка                          | 98     | 10      | влучання у складське приміщення приватного підприємства та пожежно-рятувальний підрозділ ДСНС              | 1 загиблий, 8 поранено |
| 20.10.24 | Україна                         | Україна                         | 47     | 3       | 31 збиті ППО, ще 13 локаційно втрачено, наслідки влучання ще 3 на встановлено                              | —                      |
| 20.10.24 | Сумська обл.                    | Ромни                           | 47     | 3       | окупанти завдали удару по одному з енергооб’єктів                                                          | —                      |
| 20.10.24 | Білорусь                        | Білорусь                        | 2      | —       | відомо про щонайменше два безпілотника що полетіли на територію Білорусі                                   | —                      |
| 21.10.24 | центр та південь України        | центр та південь України        | 107    | 3       | 59 збиті ППО, ще 45 локаційно втрачено                                                                     | —                      |
| 21.10.24 | Київ                            | Київ                            | 107    | 3       | уламками безпілотників пошкоджено цивільну інфраструктуру                                                  | 1 поранений            |
| 21.10.24 | Сумська обл.                    | Суми                            | 107    | 3       | росіяни спрямували «Шахеди» на житловий сектор і об'єкти критичної інфраструктури обласного центру         | —                      |
| 21.10.24 | Україна                         | Україна                         | 9      | —       | станом на ранок 21 жовтня, велася бойова робота по менш ніж десяти безпілотниках                           | —                      |
| 22.10.24 | Сумська обл.                    | Суми                            | 55     | 3       | увечері 21 числа сталося влучання у житлові будинки та іншу цивільну інфраструктуру                        | 3 загиблі, 1 поранений |
| 22.10.24 | центр, південь та схід України  | центр, південь та схід України  | 55     | 3       | 42 збиті ППО, ще 10 локаційно втрачено                                                                     | —                      |
| 22.10.24 | Україна                         | Україна                         | 1      | —       | станом на ранок 22 жовтня, велася бойова робота по безпілотнику                                            | —                      |
| 22.10.24 | Білорусь                        | Білорусь                        | 1      | —       | відомо про щонайменше один безпілотник що полетів на територію Білорусі                                    | —                      |
| 22.10.24 | РФ                              | РФ                              | 3      | —       | відомо про щонайменше три безпілотника що полетіли на територію РФ                                         | —                      |
| 23.10.24 | Україна                         | Україна                         | 73+    | 1+      | 57 збиті ППО, ще 15 локаційно втрачено                                                                     | —                      |
| 23.10.24 | Черкаська обл.                  | Черкаси                         | 73+    | 1+      | влучання по вокзалу та житловому сектору                                                                   | —                      |
| 23.10.24 | Черкаська обл.                  | Золотоніський р-н               | 73+    | 1+      | уламками пошкоджено дах приватного будинку                                                                 | —                      |
| 23.10.24 | Черкаська обл.                  | Уманський р-н                   | 73+    | 1+      | уламками зруйнувано приватний гараж і пошкоджено декілька авто                                             | —                      |
| 23.10.24 | Україна                         | Україна                         | 9+     | —       | станом на ранок 23 жовтня, велася бойова робота по менш ніж деʼвяти безпілотниках                          | —                      |
| 24.10.24 | центр, південь та схід України  | центр, південь та схід України  | 47     | —       | 40 збиті ППО, ще 7 локаційно втрачено                                                                      | —                      |
| 24.10.24 | Україна                         | Україна                         | 1      | —       | станом на ранок 24 жовтня, велася бойова робота по безпілотнику                                            | —                      |
| 24.10.24 | Білорусь                        | Білорусь                        | 2      | —       | відомо про щонайменше два безпілотника що полетіли на територію РФ та Білорусі                             | —                      |
| 24.10.24 | РФ                              | РФ                              | 2      | —       | відомо про щонайменше два безпілотника що полетіли на територію РФ та Білорусі                             | —                      |
| 25.10.24 | Україна                         | Україна                         | 63     | 11      | 36 збиті ППО, ще 16 локаційно втрачено                                                                     | —                      |
| 26.10.24 | центр України                   | центр України                   | 91     | 3       | 44 збиті ППО, ще 44 локаційно втрачено                                                                     | —                      |
| 26.10.24 | Київ                            | Київ                            | 91     | 3       | була атакована цивільна інфраструктура, безпілотник вдарив по житловій багатоповерхівці                    | 1 загибла, 6 поранено  |
| 27.10.24 | центр, південь та схід України  | центр, південь та схід України  | 79     | 6       | 41 збиті ППО, ще 32 локаційно втрачено                                                                     | —                      |
| 27.10.24 | Сумська обл.                    | Роменський р-н                  | 79     | 6       | російська армія атакувала з безпілотника об'єкти критичної інфраструктури Сумської області                 | —                      |
| 27.10.24 | Білорусь                        | Білорусь                        | 1      | —       | відомо про щонайменше один безпілотник що полетів на територію Білорусі                                    | —                      |
| 28.10.24 | Україна                         | Україна                         | 93     | 3       | 66 збиті ППО, ще 24 локаційно втрачено                                                                     | —                      |
| 28.10.24 | Україна                         | Україна                         | 93     | 3       | відомо про декілька влучань БпЛА по цивільній інфраструктурі                                               | —                      |
| 28.10.24 | Сумська обл.                    | Конотопський р-н                | 93     | 3       | зафіксовані удари по енергетичних об'єктах критичної інфраструктури                                        | —                      |
| 28.10.24 | Харківська обл.                 | Олександрівка                   | 93     | 3       | російські війська здійснили атаку безпілотником на двоповерхову адміністративну будівлю в селі             | —                      |
| 28.10.24 | Україна                         | Україна                         | 1+     | —       | відомо про перебування щонайменше одного БпЛА у повітрі станом на ранок 28 жовтня                          | —                      |
| 28.10.24 | —                               | —                               | 6      | —       | безпілотники втратили керування і полетіли на територію РФ, Білорусі чи окупованої РФ частини України      | —                      |
| 29.10.24 | центр України                   | центр України                   | 47     | 1       | 26 збиті ППО, ще 20 локаційно втрачено                                                                     | —                      |
| 29.10.24 | Київ                            | Київ                            | 47     | 1       | пошкоджені житлові будиники та цивільна інфраструктура внаслідок падіння уламків збитих дронів             | 6 поранено             |
| 29.10.24 | РФ                              | РФ                              | 1      | —       | відомо про щонайменше один безпілотник що полетів на територію РФ                                          | —                      |
| 30.10.24 | центр та схід України           | центр та схід України           | 62     | 4       | 33 збиті ППО, ще 25 локаційно втрачено                                                                     | —                      |
| 30.10.24 | Київ                            | Київ                            | 62     | 4       | внаслідок падіння уламків виникла пожежа у багатоповерхівці                                                | 9 поранено             |
| 30.10.24 | Харківська обл.                 | Харківський р-н                 | 62     | 4       | пошкоджені приватні житлові будинки у щонайменше двох населених пунктах району                             | 4 поранено             |
| 31.10.24 | центр, південь та схід України  | центр, південь та схід України  | 43     | 3       | 17 збиті ППО, ще 23 локаційно втрачено                                                                     | —                      |
| 31.10.24 | Черкаська обл.                  | Черкаський р-н                  | 43     | 3       | вибуховою хвилею пошкоджено майно кількох підприємств                                                      | —                      |

### Листопад
У листопаді 2024 було зафіксовано щонайменше 2 430 БпЛА та 74+ влучання (3%).
7 листопада стало відомо що майже половина російських дронів, що атакують Україну — приманки. 18 листопада були оприлюднені фото уламків БпЛА із серійним номером КБ11535. 22 листопада російські ударні дрони-камікадзе типу Shahed атакували Суми і, були споряджені шрапнеллю. За даними моніторингового проєкту «Беларускі Гаюн» впродовж листопада на територію Білорусі залетів 151 російський безпілотник.
| дата     | регіон                          | місце                           | всього | влучань | влучання                                                                                                | жертви                   |
| -------- | ------------------------------- | ------------------------------- | ------ | ------- | --- | ------------------------ |
| 01.11.24 | центр та південь України        | центр та південь України        | 45     | 1       | 31 збиті ППО, ще 14 локаційно втрачено                                                                  | —                        |
| 01.11.24 | Київська обл.                   | Київська обл.                   | 45     | 1       | відомо про постраждалі багатоквартирні приватні житлові будинки внаслідок атак безпілотників            | —                        |
| 01.11.24 | Полтавська обл.                 | Полтавська обл.                 | 45     | 1       | відомо про постраждалі багатоквартирні приватні житлові будинки внаслідок атак безпілотників            | —                        |
| 01.11.24 | Черкаська обл.                  | Черкаська обл.                  | 45     | 1       | відомо про постраждалі багатоквартирні приватні житлові будинки внаслідок атак безпілотників            | —                        |
| 01.11.24 | Одеська обл.                    | Одеська обл.                    | 45     | 1       | відомо про постраждалі багатоквартирні приватні житлові будинки внаслідок атак безпілотників            | —                        |
| 01.11.24 | Білорусь                        | Білорусь                        | 3      | —       | відомо про щонайменше три безпілотника які полетіли на територію Білорусі                               | —                        |
| 01.11.24 | Сумська обл.                    | Суми                            | 61     | 1       | увечері 1 листопада була атакована житлова забудова, багатоквартирний будинок                           | 5 поранено               |
| 02.11.24 | центр України                   | центр України                   | 61     | 1       | 39 збиті ППО, ще 21 локаційно втрачено                                                                  | —                        |
| 02.11.24 | Київ                            | Київ                            | 61     | 1       | зафіксувано падіння уламків у шести районах столиці                                                     | 1 поранений              |
| 02.11.24 | Україна                         | Україна                         | 5+     | —       | відомо про перебування щонайменше пʼяти БпЛА у повітрі станом на ранок 1 листопада                      | —                        |
| 02.11.24 | РФ                              | РФ                              | 2      | —       | відомо про щонайменше два безпілотника що полетіли на територію РФ                                      | —                        |
| 03.11.24 | захід, центр та схід України    | захід, центр та схід України    | 93     | —       | 66 збиті ППО, ще 27 локаційно втрачено                                                                  | —                        |
| 03.11.24 | Київ                            | Київ                            | 93     | —       | через падіння уламків ворожих БпЛА у декількох районах Києва є пошкодження будівель                     | —                        |
| 03.11.24 | Чернігівська обл.               | Чернігівський р-н               | 93     | —       | уламки безпілотника поцілили у двоповерховий багатоквартирний будинок                                   | —                        |
| 03.11.24 | Україна                         | Україна                         | 2      | —       | станом на ранок 3 листопада, велася бойова робота по двом безпілотникам                                 | —                        |
| 03.11.24 | Білорусь                        | Білорусь                        | 1      | —       | відомо про щонайменше один безпілотник що полетів на територію Білорусі                                 | —                        |
| 04.11.24 | центр та південь України        | центр та південь України        | 80     | 3       | 50 збиті ППО, ще 27 локаційно втрачено                                                                  | —                        |
| 04.11.24 | Київ                            | Київ                            | 80     | 3       | відомо про ушкодження інфраструктури уламками                                                           | —                        |
| 05.11.24 | центр та південь України        | центр та південь України        | 78     | —       | 48 збиті ППО, ще 30 локаційно втрачено                                                                  | —                        |
| 05.11.24 | РФ                              | РФ                              | 1+     | —       | відомо про безпілотник що полетів на територію РФ                                                       | —                        |
| 05.11.24 | РФ, Бєлгород                    | РФ, Бєлгород                    | 1+     | —       | камерою спостереження зафіксовано влучання дрона у житловий будинок                                     | 2 поранено               |
| 06.11.24 | центр, південь та схід України  | центр, південь та схід України  | 61     | 3       | 38 збиті ППО, ще 20 локаційно втрачено                                                                  | —                        |
| 06.11.24 | Харківська обл.                 | Харків                          | 61     | 3       | пошкоджено п’ятиповерховий багатоквартирний будинок та автомобілі поруч                                 | 3 поранено               |
| 06.11.24 | Україна                         | Україна                         | 2      | —       | станом на ранок 6 листопада, велася бойова робота по двом безпілотникам                                 | —                        |
| 07.11.24 | центр та південь України        | центр та південь України        | 106    | 7       | 74 збиті ППО, ще 25 локаційно втрачено                                                                  | —                        |
| 07.11.24 | Київ                            | Київ                            | 106    | 7       | через падіння уламків спалахнули пожежі і є руйнування у шести районах столиці                          | 1 поранений              |
| 07.11.24 | Житомирська обл.                | Житомирська обл.                | 106    | 7       | внаслідок російської атаки пошкоджень зазнала енергетична інфраструктура                                | —                        |
| 07.11.24 | Одеська обл.                    | Одеса                           | 106    | 7       | уламки дронів пошкодили житлові будинки і авто                                                          | 1 поранений              |
| 08.11.24 | Україна                         | Україна                         | 91     | 3       | 62 збиті ППО, ще 26 локаційно втрачено                                                                  | —                        |
| 08.11.24 | Одеська обл.                    | Одеса                           | 91     | 3       | зруйновано школу, ушкоджень зазнали також приватні будинки, складські приміщення                        | 1 загиблий, 15 поранено  |
| 08.11.24 | Хмельницька обл.                | Хмельницька обл.                | 91     | 3       | повідомляється про пошкоджену житлову інфраструктуру у ще трьох областях                                | —                        |
| 08.11.24 | Сумська обл.                    | Сумська обл.                    | 91     | 3       | повідомляється про пошкоджену житлову інфраструктуру у ще трьох областях                                | —                        |
| 08.11.24 | Харківська обл.                 | Харківська обл.                 | 91     | 3       | повідомляється про пошкоджену житлову інфраструктуру у ще трьох областях                                | —                        |
| 08.11.24 | Україна                         | Україна                         | 1      | —       | станом на ранок 24 жовтня, велася бойова робота по безпілотнику                                         | —                        |
| 09.11.24 | Україна                         | Україна                         | 51     | 1       | 32 збиті ППО, ще 18 локаційно втрачено                                                                  | —                        |
| 09.11.24 | Одеська обл.                    | Одеса                           | 51     | 1       | пошкоджено декілька багатоповерхівок, будинки в приватному секторі, автомобілі                          | 1 загиблий, 13 поранено  |
| 10.11.24 | Україна                         | Україна                         | 135    | 6       | 62 збиті ППО, ще 67 локаційно втрачено                                                                  | —                        |
| 10.11.24 | Одеська обл.                    | Одеса                           | 135    | 6       | пошкоджені приватні будинки, адмінбудівлі, гаражний кооператив, складські приміщення                    | 2 поранено               |
| 10.11.24 | РФ, Білорусь та Молдова         | РФ, Білорусь та Молдова         | 10     | —       | 10 російських БпЛА вийшли з повітряного простору України                                                | —                        |
| 11.11.24 | центр, південь та схід України  | центр, південь та схід України  | 71     | 2       | 39 збиті ППО, ще 30 локаційно втрачено                                                                  | —                        |
| 11.11.24 | Миколаївська обл.               | Миколаїв                        | 71     | 2       | були атаковані житлові багатоповерхові будинки                                                          | 5 загиблих, 1 поранена   |
| 11.11.24 | Білорусь                        | Білорусь                        | 3      | —       | відомо про щонайменше три безпілотника які полетіли на територію Білорусі та окупованих територій       | —                        |
| 12.11.24 | центр, південь та схід України  | центр, південь та схід України  | 108    | 2       | 46 збиті ППО, ще 60 локаційно втрачено                                                                  | —                        |
| 12.11.24 | Київська обл.                   | Київська обл.                   | 108    | 2       | уламки російських дронів пошкодили 10 будинків                                                          | —                        |
| 12.11.24 | Сумська обл.                    | Шостка                          | 108    | 2       | відбувся удар по критичній інфраструктурі із застосуванням дронів типу «шахед»                          | —                        |
| 12.11.24 | Білорусь                        | Білорусь                        | 2      | —       | відомо про щонайменше два безпілотника які полетіли на територію Білорусі                               | —                        |
| 13.11.24 | центр, південь та схід України  | центр, південь та схід України  | 86     | 2       | 37 збиті ППО, ще 47 локаційно втрачено                                                                  | —                        |
| 13.11.24 | Київська обл.                   | Київська обл.                   | 86     | 2       | 37 збиті ППО, ще 47 локаційно втрачено                                                                  | 1 поранений              |
| 13.11.24 | Україна                         | Україна                         | 2      | —       | станом на ранок 13 листопада, велася бойова робота по двом безпілотникам                                | —                        |
| 13.11.24 | РФ, Білорусь                    | РФ, Білорусь                    | 2      | —       | відомо про щонайменше два безпілотника які полетіли на територію Білорусі та РФ                         | —                        |
| 14.11.24 | центр та схід України           | центр та схід України           | 59     | —       | 21 збиті ППО, ще 38 локаційно втрачено                                                                  | —                        |
| 15.11.24 | захід, центр та південь України | захід, центр та південь України | 29     | 4       | 25 збиті ППО                                                                                            | —                        |
| 15.11.24 | Одеська обл.                    | Одеса                           | 29     | 4       | зруйновано багатоквартирний житловий будинок в середмісті Одеси, майстерню та інші споруди              | 1 загибла, 10 поранено   |
| 16.11.24 | центр, південь та схід України  | центр, південь та схід України  | 83     | —       | 53 збиті ППО, ще 30 локаційно втрачено                                                                  | —                        |
| 16.11.24 | Київ                            | Київ                            | 83     | —       | через падіння уламків в багатоповерховому житловому будинку пошкоджено балкони та вікна                 | —                        |
| 16.11.24 | Запорізька обл.                 | Запорізький р-н                 | 83     | —       | відомо про пошкодження об'єкту інфраструктури та торгових приміщень                                     | —                        |
| 17.11.24 | Україна                         | Україна                         | 88     | 5       | 42 збиті ППО, ще 41 локаційно втрачено                                                                  | —                        |
| 17.11.24 | Миколаївська обл.               | Миколаїв                        | 88     | 5       | пошкоджено чотири приватні та один багатоповерховий будинок, будівлю торгового центру, магазини         | 2 загиблих, 7 поранено   |
| 17.11.24 | РФ, Білорусь                    | РФ, Білорусь                    | 2      | —       | безпілотники втратили керування і полетіли на територію РФ, Білорусі чи окупованої РФ частини України   | —                        |
| 18.11.24 | центр України                   | центр України                   | 11     | —       | 8 збиті ППО, ще 3 локаційно втрачено                                                                    | —                        |
| 19.11.24 | центр, південь та схід України  | центр, південь та схід України  | 86     | 5       | 51 збиті ППО, ще 30 локаційно втрачено                                                                  | —                        |
| 19.11.24 | Сумська обл.                    | Глухів                          | 86     | 5       | безпілотники атакували гуртожиток                                                                       | 10 загиблих, 13 поранено |
| 19.11.24 | Запорізька обл.                 | Запоріжжя                       | 86     | 5       | атаковано об'єкт енергетичної інфраструктури                                                            | —                        |
| 19.11.24 | Україна                         | Україна                         | 1+     | —       | відомо про перебування щонайменше одного БпЛА у повітрі станом на ранок 19 листопада                    | —                        |
| 20.11.24 | центр, південь та схід України  | центр, південь та схід України  | 122    | 8       | 56 збиті ППО, ще 58 локаційно втрачено                                                                  | —                        |
| 20.11.24 | Сумська обл.                    | Андріяшівка                     | 122    | 8       | відомо про удар по житловому масиву                                                                     | —                        |
| 20.11.24 | Сумська обл.                    | Шостка                          | 122    | 8       | відомо про пошкодження промислового підприємства                                                        | —                        |
| 22.11.24 | Сумська обл.                    | Суми                            | 110    | 5       | пошкоджені 12 багатоповерхових та 5 приватних житлових будинків, магазин                                | 2 загиблих, 12 поранено  |
| 22.11.24 | центр, південь та схід України  | центр, південь та схід України  | 110    | 5       | 64 збиті ППО, ще 41 локаційно втрачено                                                                  | —                        |
| 22.11.24 | Україна                         | Україна                         | 2      | —       | відомо про перебування щонайменше двох БпЛА у повітрі станом на ранок 22 листопада                      | —                        |
| 22.11.24 | РФ                              | РФ                              | 2      | —       | відомо про щонайменше два безпілотника що полетіли на територію РФ                                      | —                        |
| 24.11.24 | центр України                   | центр України                   | 69     | —       | 50 збиті ППО, ще 19 локаційно втрачено                                                                  | —                        |
| 24.11.24 | Україна                         | Україна                         | 4      | —       | відомо про перебування щонайменше двох БпЛА у повітрі станом на ранок 24 листопада                      | —                        |
| 25.11.24 | Україна                         | Україна                         | 144    | 2       | 71 збиті ППО, ще 71 локаційно втрачено                                                                  | —                        |
| 25.11.24 | Білорусь                        | Білорусь                        | 1      | —       | відомо про щонайменше один безпілотник що полетів на територію Білорусі                                 | —                        |
| 26.11.24 | Україна                         | Україна                         | 183    | 12      | 76 збиті ППО, ще 95 локаційно втрачено                                                                  | —                        |
| 26.11.24 | Тернопільська обл.              | Тернопільська обл.              | 183    | 12      | пошкоджено об’єкт критичної інфраструктури, відомо про знеструмлення Тернополя                          | —                        |
| 26.11.24 | Сумська обл.                    | Суми                            | 183    | 12      | відомо про удар по житловому мікрорайону обласного центру                                               | —                        |
| 26.11.24 | Білорусь                        | Білорусь                        | 5      |         | відомо про щонайменше пʼять безпілотників які полетіли на територію Білорусі                            | —                        |
| 27.11.24 | центр та південь України        | центр та південь України        | 84     | —       | 36 збиті ППО, ще 48 локаційно втрачено                                                                  | —                        |
| 27.11.24 | Київська обл.                   | Київська обл.                   | 84     | —       | через падіння уламків ворожих БпЛА пошкоджено приватні та багатоквартирні будинки                       | —                        |
| 27.11.24 | РФ                              | РФ                              | 5      | —       | відомо про щонайменше пʼять безпілотників які повернулися                                               | —                        |
| 28.11.24 | Україна                         | Україна                         | 97     | —       | 35 збиті ППО, ще 62 локаційно втрачено; застосовано у ході ракетного обстрілу 28 листопада              | —                        |
| 29.11.24 | Україна                         | Україна                         | 131    | 2       | 88 збиті ППО, ще 41 локаційно втрачено                                                                  | —                        |
| 29.11.24 | Україна                         | Україна                         | 131    | 2       | внаслідок атаки у кількох областях пошкоджено інфраструктуру, авто, приватні та багатоквартирні будинки | поранені                 |
| 29.11.24 | РФ                              | РФ                              | 1      | —       | відомо про щонайменше один безпілотник що полетів на територію РФ                                       | —                        |
| 30.11.24 | центр, південь та схід України  | центр, південь та схід України  | 9      | —       | 8 збиті ППО, ще 1 локаційно втрачено                                                                    | —                        |
| 30.11.24 | РФ                              | РФ                              | 1      | —       | відомо про щонайменше один безпілотник що полетів на окуповані території                                | —                        |

### Грудень
У грудні 2024 було зафіксовано щонайменше 1 807  БпЛА та 24+ влучання (1%).
21 грудня було оприлюднено уламки БпЛА із серійним номером Ы11934. 26 грудня було оприлюднено уламки БпЛА із серійним номером Ы10775.
| дата     | регіон                         | місце                          | всього | влучань | влучання | жертви                 |
| -------- | ------------------------------ | ------------------------------ | ------ | ------- | --- | ---------------------- |
| 01.12.24 | центр України                  | центр України                  | 78     | 1       | 45 збиті ППО, ще 32 локаційно втрачено                                                                       | —                      |
| 01.12.24 | Київ                           | Київ                           | 78     | 1       | уламки ворожого БпЛА впали в Голосіївському районі, пошкоджено будинок та авто                               | —                      |
| 02.12.24 | центр та схід України          | центр та схід України          | 110    | 1       | 52 збиті ППО, ще 50 локаційно втрачено                                                                       | —                      |
| 02.12.24 | Тернопільська обл.             | Тернопіль                      | 110    | 1       | російський безпілотник влучив у житлову багатоповерхівку                                                     | 1 загиблий, 3 поранено |
| 02.12.24 | Україна                        | Україна                        | 1      | —       | відомо про перебування щонайменше одного БпЛА у повітрі станом на ранок 2 грудня                             | —                      |
| 02.12.24 | РФ, Білорусь                   | РФ, Білорусь                   | 6      | —       | відомо про щонайменше шість безпілотників що полетіли на територію Білорусі чи РФ                            | —                      |
| 03.12.24 | центр, південь та схід України | центр, південь та схід України | 26     | 3       | 22 збиті ППО, ще 1 локаційно втрачено                                                                        | —                      |
| 03.12.24 | Тернопільська обл.             | Тернопільська обл.             | 26     | 3       | зафіксовано влучання по об’єктах критичної інфраструктури                                                    | —                      |
| 03.12.24 | Рівненська обл.                | Рівненська обл.                | 26     | 3       | зафіксовано влучання по об’єктах критичної інфраструктури                                                    | —                      |
| 03.12.24 | Україна, Білорусь              | Україна, Білорусь              | 2      | —       | два БпЛА вийшли з підконтрольного повітряного простору у напрямку Білорусі та тимчасово окупованої території | —                      |
| 04.12.24 | Україна                        | Україна                        | 49     | 2       | 29 збиті ППО, ще 18 локаційно втрачено                                                                       | —                      |
| 04.12.24 | Вінницька обл.                 | Гайсинський р-н                | 49     | 2       | внаслідок падіння БпЛА загорівся приватний житловий будинок                                                  | —                      |
| 04.12.24 | Чернігівська обл.              | Чернігівський р-н              | 49     | 2       | дрон-камікадзе влучив у подвір’я в селі, уламками пошкоджені будинки                                         | —                      |
| 04.12.24 | Україна                        | Україна                        | 1      | —       | вийшов з підконтрольного повітряного простору у напрямку тимчасово окупованої території                      | —                      |
| 05.12.24 | центр, південь та схід України | центр, південь та схід України | 43     | 1       | 30 збиті ППО, ще 12 локаційно втрачено                                                                       | —                      |
| 05.12.24 | Чернігівська обл.              | Корюківка                      | 43     | 1       | безпілотник поцілив у приватний житловий будинок                                                             | 1 поранений            |
| 05.12.24 | Білорусь                       | Білорусь                       | 1      | —       | відомо про щонайменше один безпілотник який полетів на територію Білорусі                                    | —                      |
| 06.12.24 | центр та схід України          | центр та схід України          | 51     | 3       | 32 збиті ППО, ще 16 локаційно втрачено                                                                       | —                      |
| 06.12.24 | Білорусь                       | Білорусь                       | 2      | —       | два БпЛА вийшли з підконтрольного повітряного простору у напрямку Білорусі                                   | —                      |
| 07.12.24 | центр та південь України       | центр та південь України       | 13     | —       | 7 збиті ППО, ще 6 локаційно втрачено                                                                         | —                      |
| 07.12.24 | РФ                             | РФ                             | 1      | —       | відомо про щонайменше один безпілотник що полетів на окуповані території                                     | —                      |
| 08.12.24 | центр та схід України          | центр та схід України          | 74     | —       | 28 збиті ППО, ще 46 локаційно втрачено                                                                       | —                      |
| 08.12.24 | Дніпропетровська обл.          | Кам'янське                     | 74     | —       | уламками пошкоджено будинки та майно громадян                                                                | 1 поранений            |
| 09.12.24 | Україна                        | Україна                        | 36     | —       | 18 збиті ППО, ще 18 локаційно втрачено                                                                       | —                      |
| 09.12.24 | Україна                        | Україна                        | 1      | —       | відомо про перебування щонайменше одного БпЛА у повітрі станом на ранок 9 грудня                             | —                      |
| 13.12.24 | Україна                        | Україна                        | 187    | 2       | відбулися атаки енергетичних та цивільних об'єктів України у ході ракетно-дронової атаки                     | —                      |
| 13.12.24 | Кіровоградська обл.            | Новоархангельськ               | 187    | 2       | пошкодження на території приватного домоволодіння                                                            | —                      |
| 13.12.24 | Чернігівська обл.              | Ніжинський р-н                 | 187    | 2       | пошкоджене приміщення ферми                                                                                  | —                      |
| 13.12.24 | Чернігівська обл.              | Прилуцький р-н                 | 187    | 2       | виникла пожежа у нежитловій будівлі                                                                          | —                      |
| 13.12.24 | Харківська обл.                | Харків                         | 187    | 2       | в Індустріальному районі Харкова сталося влучання ворожого безпілотника в дах житлового будинку              | —                      |
| 13.12.24 | РФ, Білорусь                   | РФ, Білорусь                   | 6      | —       | безпілотники втратили керування і полетіли на територію РФ та Білорусі                                       | —                      |
| 14.12.24 | центр, південь та схід України | центр, південь та схід України | 130    | —       | 58 збиті ППО, ще 72 локаційно втрачено                                                                       | —                      |
| 14.12.24 | РФ                             | РФ                             | 2      | —       | відомо про щонайменше два безпілотника що полетіли на територію ворога                                       | —                      |
| 15.12.24 | центр, південь та схід України | центр, південь та схід України | 105    | —       | 56 збиті ППО, ще 49 локаційно втрачено                                                                       | —                      |
| 15.12.24 | Миколаївська обл.              | Миколаїв                       | 105    | —       | пошкоджений об’єкт інфраструктури                                                                            | 2 поранено             |
| 15.12.24 | Сумська обл.                   | Новопостроєне                  | 105    | —       | пошкоджені приватний будинок та автомобіль                                                                   | 1 поранений            |
| 15.12.24 | РФ                             | РФ                             | 3      | —       | відомо про щонайменше три безпілотника що полетіли на територію ворога                                       | —                      |
| 16.12.24 | центр та схід України          | центр та схід України          | 46     | —       | 27 збиті ППО, ще 19 локаційно втрачено                                                                       | —                      |
| 16.12.24 | Україна                        | Україна                        | 3      | —       | відомо про перебування щонайменше трьох БпЛА у повітрі станом на ранок 16 грудня                             | —                      |
| 17.12.24 | центр України                  | центр України                  | 30     | —       | 20 збиті ППО, ще 10 локаційно втрачено                                                                       | —                      |
| 17.12.24 | Україна                        | Україна                        | 1      | —       | відомо про перебування щонайменше одного БпЛА у повітрі станом на ранок 17 грудня                            | —                      |
| 18.12.24 | центр та схід України          | центр та схід України          | 81     | —       | 51 збиті ППО, ще 30 локаційно втрачено                                                                       | —                      |
| 19.12.24 | центр, південь та схід України | центр, південь та схід України | 85     | —       | 45 збиті ППО, ще 40 локаційно втрачено                                                                       | —                      |
| 20.12.24 | центр та схід України          | центр та схід України          | 65     | 5       | 40 збиті ППО, ще 20 локаційно втрачено                                                                       | —                      |
| 20.12.24 | Київська обл.                  | Бориспіль                      | 65     | 5       | виникла масштабна пожежа у складському приміщенні на площі 15 000 м²                                         | —                      |
| 20.12.24 | Сумська обл.                   | Сумська обл.                   | 65     | 5       | відомо про влучання у цивільну забудову                                                                      | —                      |
| 20.12.24 | Харківська обл.                | Харківська обл.                | 65     | 5       | відомо про влучання у цивільну забудову                                                                      | —                      |
| 21.12.24 | центр та схід України          | центр та схід України          | 113    | —       | 57 збиті ППО, ще 56 локаційно втрачено                                                                       | —                      |
| 21.12.24 | Запорізька обл.                | Запоріжжя                      | 113    | —       | уламками пошкоджено багатоповерхівку                                                                         | 4 поранено             |
| 21.12.24 | Харківська обл.                | Харків                         | 113    | —       | уламки російського дрону влучили у багатоповерхівку                                                          | 6 поранено             |
| 22.12.24 | центр, південь та схід України | центр, південь та схід України | 102    | 6       | 52 збиті ППО, ще 44 локаційно втрачено                                                                       | —                      |
| 22.12.24 | Київська обл.                  | Бровари                        | 102    | 6       | уламки дрона упали на багатоповерхівку                                                                       | —                      |
| 22.12.24 | Чернігівська обл.              | Чернігівська обл.              | 102    | 6       | через російську атаку пошкоджено приватні підприємства, багатоквартирні будинки та майно громадян            | —                      |
| 22.12.24 | Сумська обл.                   | Сумська обл.                   | 102    | 6       | через російську атаку пошкоджено приватні підприємства, багатоквартирні будинки та майно громадян            | —                      |
| 22.12.24 | Миколаївська обл.              | Миколаївська обл.              | 102    | 6       | через російську атаку пошкоджено приватні підприємства, багатоквартирні будинки та майно громадян            | —                      |
| 22.12.24 | Білорусь                       | Білорусь                       | 1      | —       | відомо про щонайменше один безпілотник який полетів на територію Білорусі                                    | —                      |
| 23.12.24 | центр, південь та схід України | центр, південь та схід України | 72     | —       | 47 збиті ППО, ще 25 локаційно втрачено                                                                       | —                      |
| 23.12.24 | Київська обл.                  | Київська обл.                  | 72     | —       | через російську атаку уламками пошкоджено приватні підприємства та будинки громадян, без жертв               | —                      |
| 23.12.24 | Хмельницька обл.               | Хмельницька обл.               | 72     | —       | через російську атаку уламками пошкоджено приватні підприємства та будинки громадян, без жертв               | —                      |
| 24.12.24 | центр, південь та схід України | центр, південь та схід України | 60     | 1       | 36 збиті ППО, ще 23 локаційно втрачено                                                                       | —                      |
| 24.12.24 | Сумська обл.                   | Кролевець                      | 60     | 1       | пошкоджена будівля ферми, вбито 7 корів                                                                      | —                      |
| 25.12.24 | Україна                        | Україна                        | 106    | —       | 54 збиті ППО, ще 52 локаційно втрачено                                                                       | —                      |
| 26.12.24 | центр та схід України          | центр та схід України          | 31     | —       | 20 збиті ППО, ще 11 локаційно втрачено                                                                       | —                      |
| 27.12.24 | центр та схід України          | центр та схід України          | 24     | —       | 13 збиті ППО, ще 11 локаційно втрачено                                                                       | —                      |
| 28.12.24 | Миколаївська обл.              | Миколаївська обл.              | 16     | —       | 15 збиті ППО, ще 1 локаційно втрачено                                                                        | —                      |
| 28.12.24 | Миколаївська обл.              | Миколаїв                       | 16     | —       | від уламків була пожежа на даху житлового будинку                                                            | —                      |
| 29.12.24 | Миколаївська обл.              | Миколаївська обл.              | 10     | 1       | 9 збиті ППО                                                                                                  |                        |
| 29.12.24 | Миколаївська обл.              | Чорноморка                     | 10     | 1       | влучання в будівлю, що не експлуатується                                                                     | 1 поранений            |
| 29.12.24 | Миколаївська обл.              | Очаків                         | 10     | 1       | влучання у господарчі споруди та будинок відпочинку                                                          | —                      |
| 30.12.24 | центр, південь та схід України | центр, південь та схід України | 43     | —       | 21 збиті ППО, ще 22 локаційно втрачено                                                                       | —                      |
| 30.12.24 | Одеська обл.                   | Одеська обл.                   | 43     | —       | від падіння збитих БпЛА пошкоджено приватні будинки                                                          | —                      |
| 30.12.24 | Харківська обл.                | Харківська обл.                | 43     | —       | від падіння збитих БпЛА пошкоджено приватні будинки                                                          | —                      |
| 31.12.24 | Україна                        | Україна                        | 40     | —       | 16 збиті ППО, ще 24 локаційно втрачено                                                                       | —                      |
| 31.12.24 | Київ                           | Київ                           | 40     | —       | уламками пошкоджено житлові будинки у центрі міста                                                           | 2 загиблих, 7 поранено |